# Religionen in Deutschland

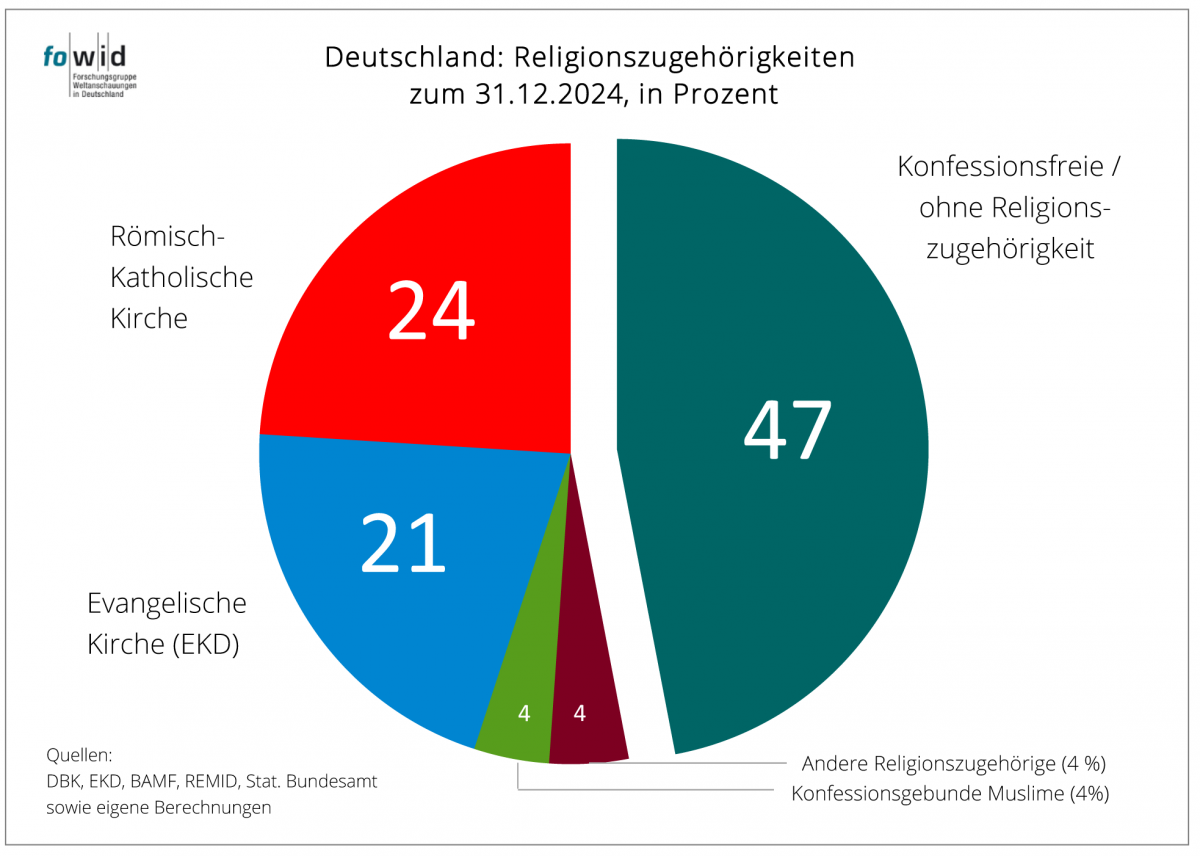
Religionszugehörigkeiten in Deutschland zum 31.12.2024

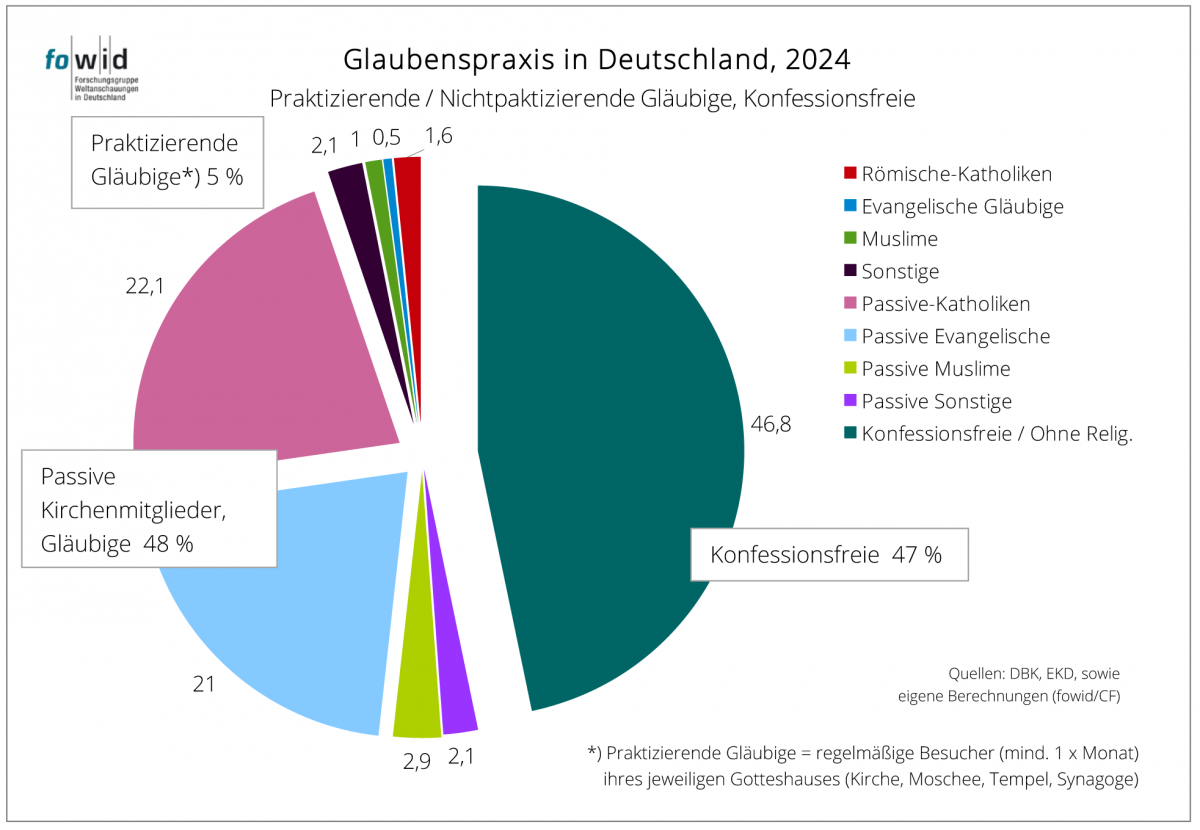
Glaubenspraxis in Deutschland 2024

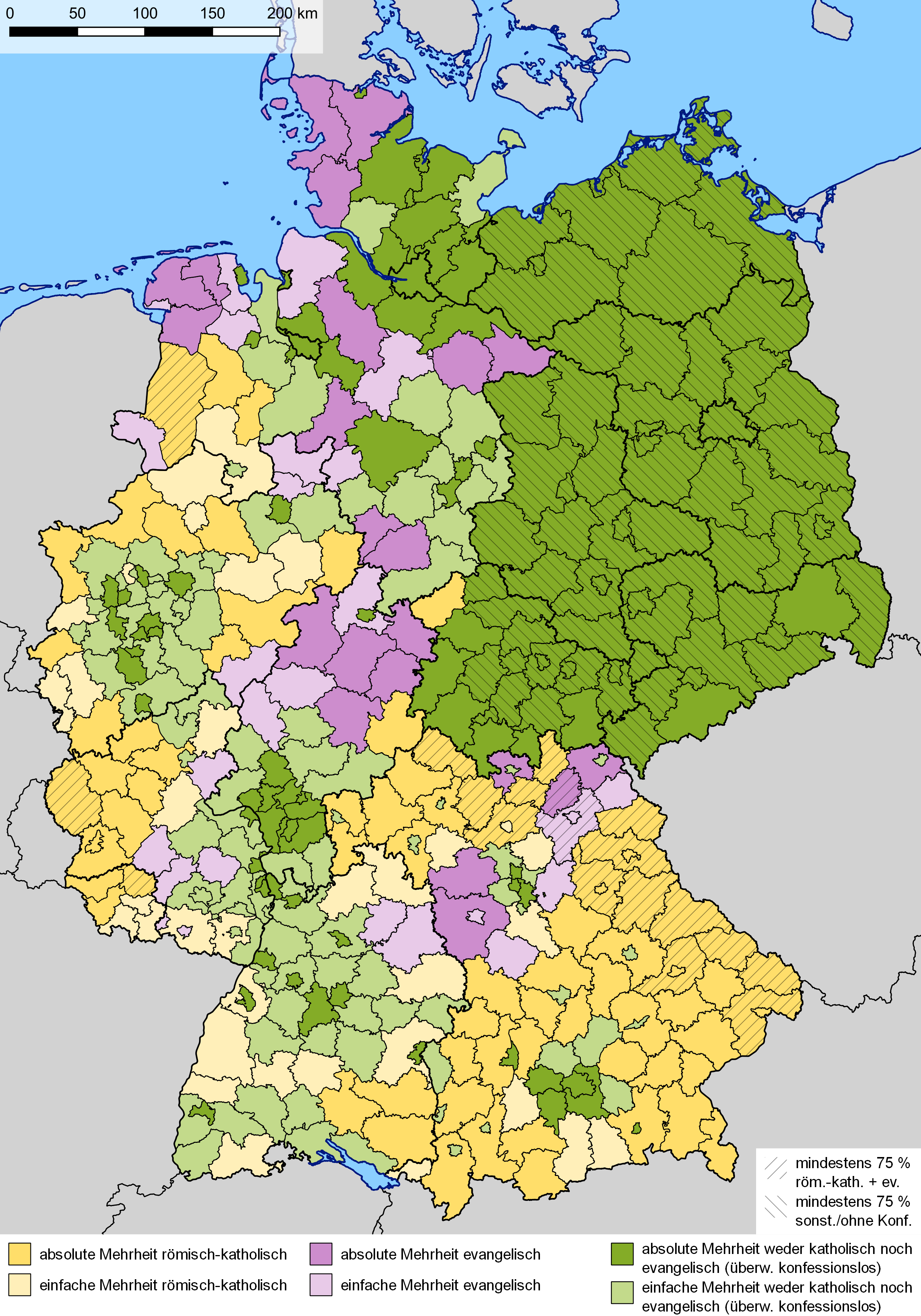
Konfessionszugehörigkeit auf Kreisebene laut Zensus 2022: gelb: römisch-katholisch, violett: evangelisch, grün: andere (konfessionslos, sonstige Religionen oder keine Angabe); dunkel: absolute Mehrheit, hell: relative Mehrheit

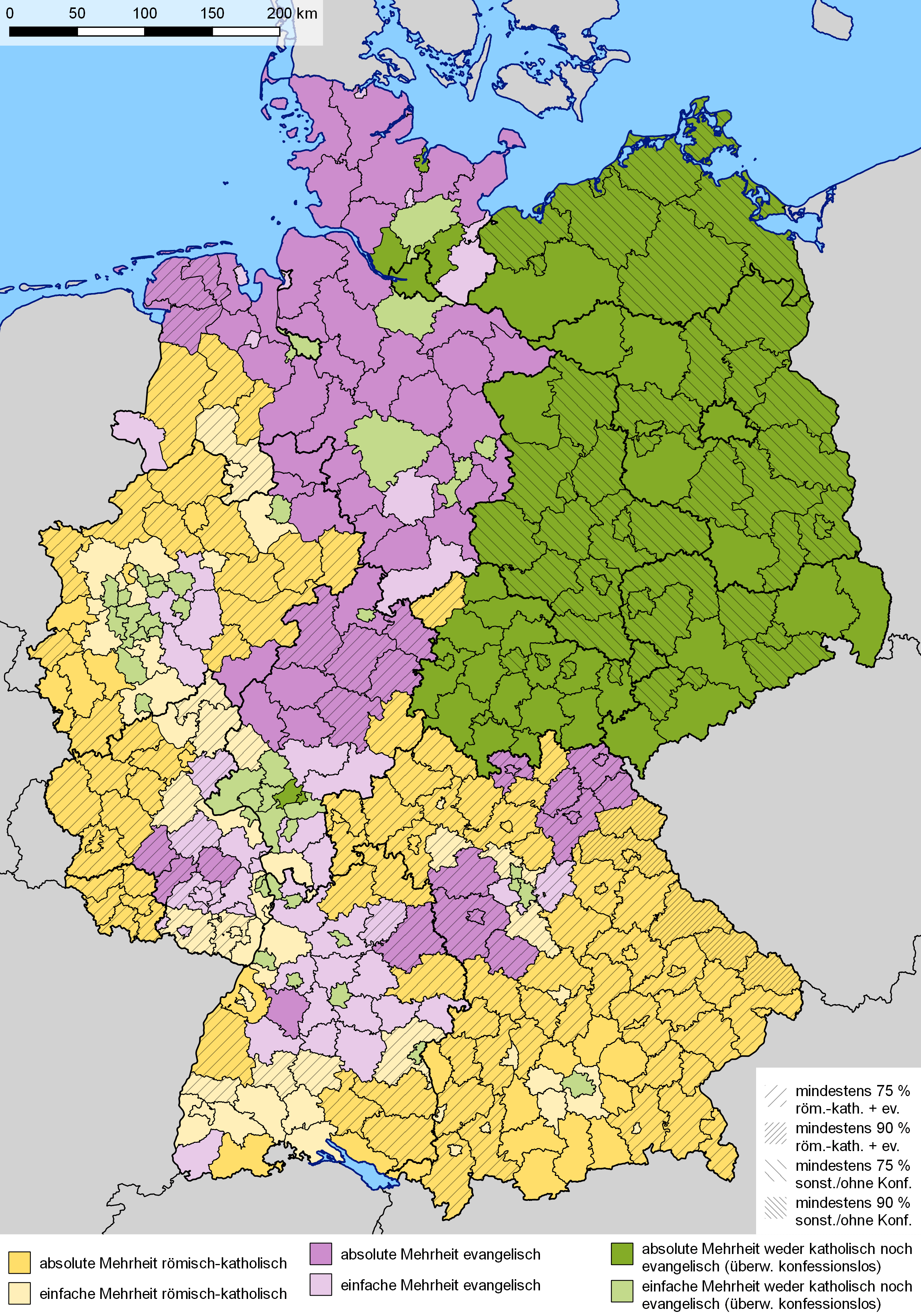
Konfessionszugehörigkeit auf Kreisebene laut Zensus 2011: gelb: römisch-katholisch, violett: evangelisch, grün: andere (konfessionslos, sonstige Religionen oder keine Angabe); dunkel: absolute Mehrheit, hell: relative Mehrheit

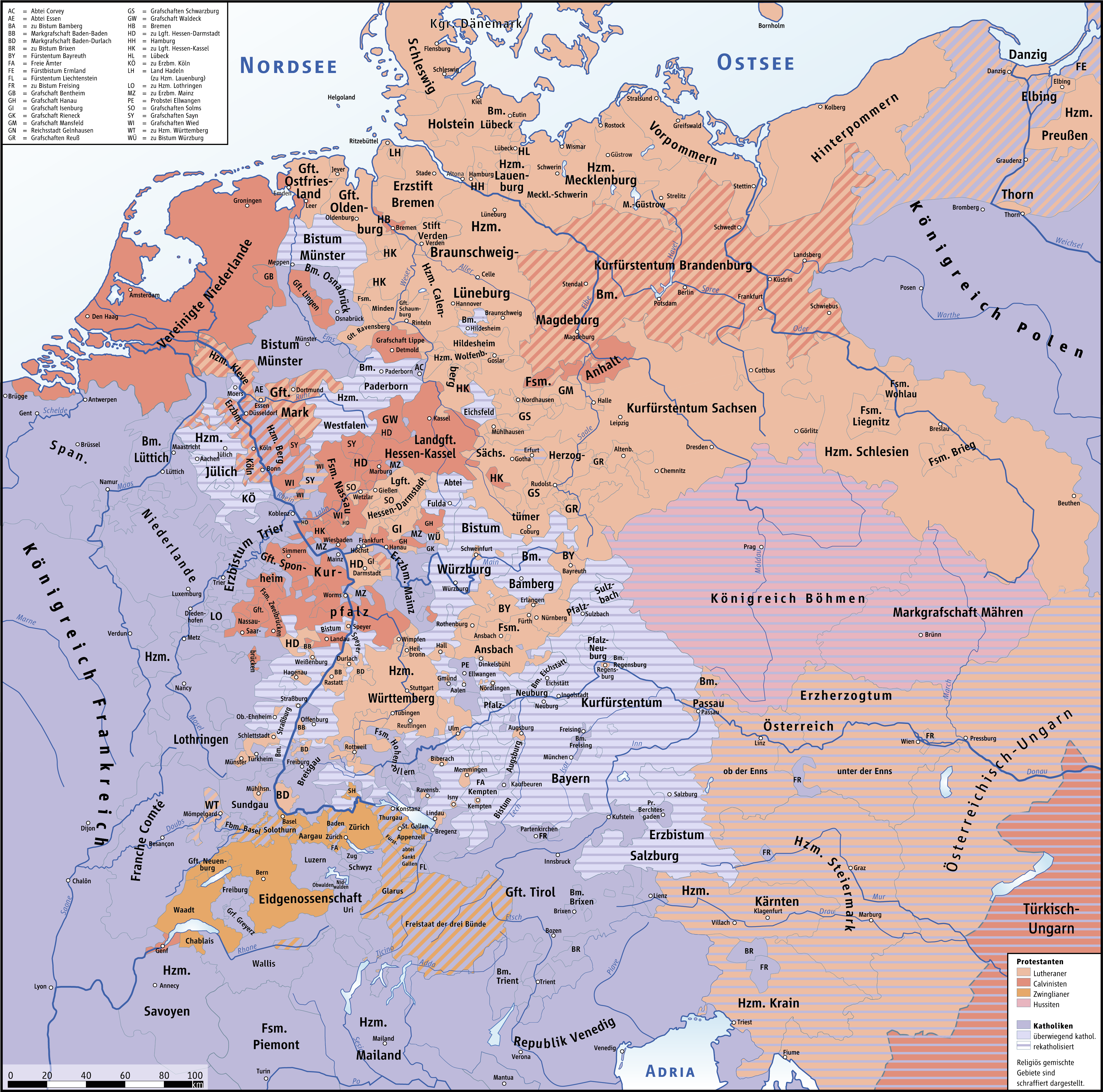
Konfessionen in Mitteleuropa um 1618: Die roten Gebiete sind protestantisch, die blauen und blau-längsgestreiften römisch-katholisch.

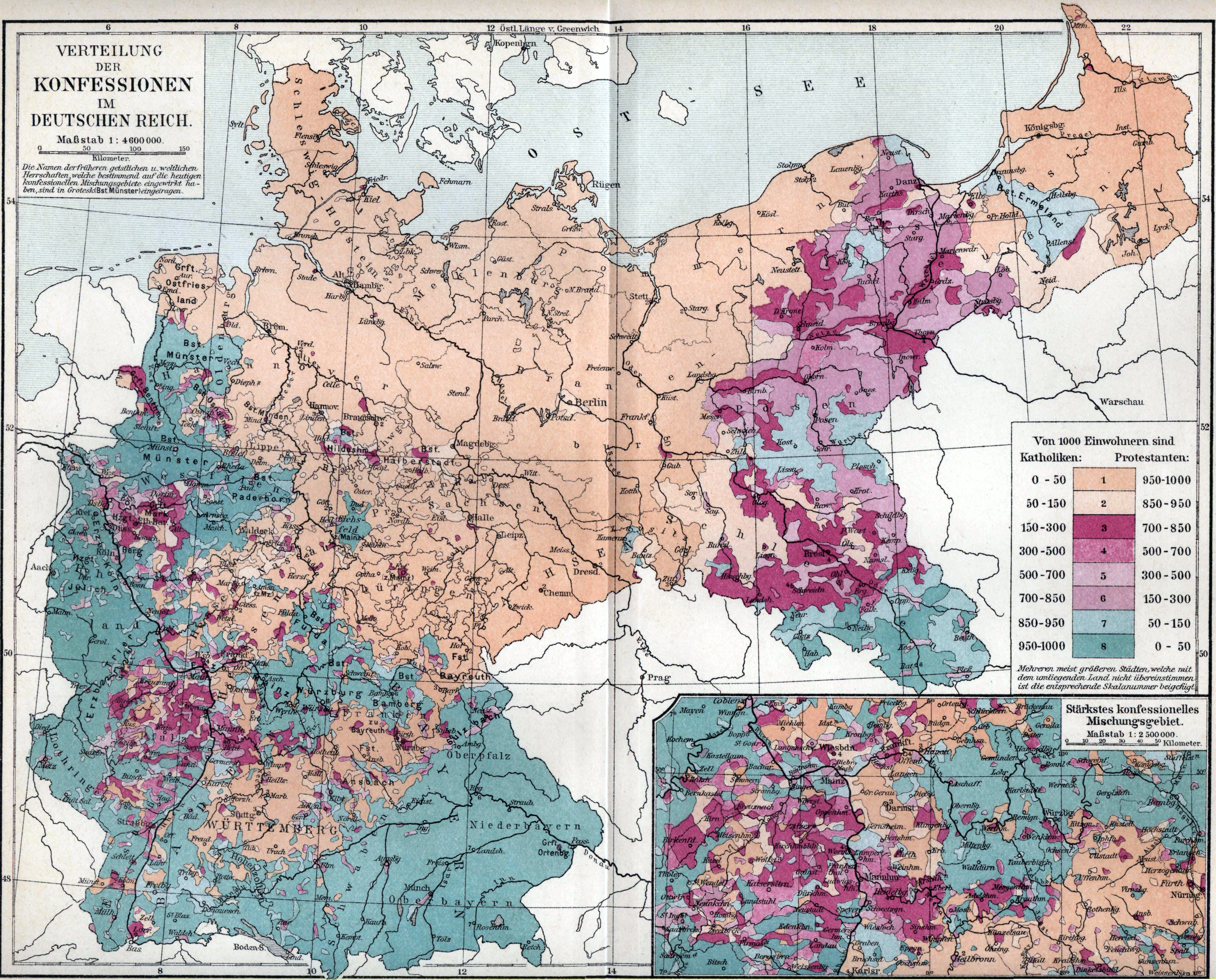
Konfessionskarte Deutschlands in den 1890er Jahren, nach Meyers Konversationslexikon

Die Zahl der Kirchenmitglieder hat sich in den letzten fünfzig Jahren von über 90 auf 45 % halbiert, während sich die Zahl der Konfessionsfreien von unter fünf auf fast 50 % verzehnfacht hat.
Der Anteil der größten Einzelgruppe, der Konfessionslosen, lag zum Jahresende 2023 bei 46,2 % und Jahresende 2024 bei 47 %. Die römisch-katholische Kirche hatte Ende 2023 rund 20,3 Millionen Mitglieder (24,0 % der Gesamtbevölkerung), die evangelischen Kirchen der EKD hatten zusammen Ende 2023 rund 18,6 Millionen Mitglieder (21,9 %). Die beiden großen Kirchen in Deutschland haben im Jahr 2024 zusammen mehr als eine Million Mitglieder verloren. Die Zahl der Mitglieder in der katholischen Kirche sank 2024 weiter auf 19,77 Millionen; in der evangelischen Kirche sank die Mitgliederzahl auf 17,98 Millionen.
Insgesamt gehörten Ende 2024 45,2 % der Deutschen einer der beiden großen Kirchen in Deutschland an. Ende 2023 gab es erstmals genauso viele konfessionsfreie Menschen (ca. 46 %) wie römisch-katholische und evangelische Kirchenmitglieder zusammengenommen (24 bzw. 22 %). Zählt man Orthodoxe und Mitglieder anderer christlicher Gemeinschaften dazu, lag der Anteil der Christen 2023 bei zirka 48 %, 2020 hatte er noch 54 % betragen. Die Glaubenspraxis in Deutschland im Jahr 2023: Religiös aktiv sind nur noch rund fünf Prozent. Fünf Prozent der Bevölkerung (und aller Religionen) sind als „praktizierende Gläubige“ zu betrachten. Von 100 Bundesbürgern nehmen inzwischen 95 nicht mehr an Gottesdiensten teil, nur 5 von ihnen besuchen regelmäßig eine Kirche, Moschee oder Synagoge. Kaum eine andere statistischen Kennzahl zeigt so deutlich, wie weit die Erosion des Glaubens vorangeschritten ist.
Die Zahl der Muslime mit Migrationshintergrund wurde für das Jahr 2019 zwischen 5,3 und 5,6 Millionen. geschätzt, was 6,3 bis 6,7 % der Gesamtbevölkerung entspricht. Fowid nimmt eine Unterscheidung zwischen „Kultur-Muslimen“ und „Konfessionsgebundenen Muslimen“ vor. Der Anteil der „Kultur-Muslime“ wurde aufgrund verschiedener Studien auf 40 Prozent gesetzt; das heißt als Anteil der „Konfessionsgebundenen Muslime“ werden 60 Prozent angenommen. Nach Recherchen des FoWiD gab es im Jahr 2023 3,2 Mio. (3,8 % der Bevölkerung) konfessionsgebundene Muslime.
Alle anderen Religionsgemeinschaften zusammen stellten laut Remid im Jahr 2013 knapp 1 % der Bevölkerung in Deutschland, davon 270.000 Buddhisten, 90.000 Juden, 100.000 Hindus, 200.000 Jesiden, 10.000 bis 20.000 Sikhs und 6.000 bis 12.000 Bahai.
In Schleswig-Holstein, Hessen, Baden-Württemberg, Nordrhein-Westfalen und Niedersachsen bestand 2023/2024 in etwa Gleichstand zwischen Christen und Nichtchristen. In den restlichen alten Bundesländern gab es, von den Stadtstaaten Hamburg, Berlin und Bremen abgesehen, mehr Christen als Nichtchristen; wobei der Süden (Bayern) und der Westen (Saarland) mehrheitlich römisch-katholisch waren.

## Religionen in Deutschland in Zahlen

### Religionszugehörigkeit in Deutschland
Bei allen Glaubensgemeinschaften, die nicht Körperschaft des öffentlichen Rechts sind, sowie bei den Konfessionslosen beruhen die Zahlen auf Schätzungen und Hochrechnungen, da keine amtlichen Zahlen existieren. Im Bereich der kleinen Glaubensgemeinschaften sind nicht sämtliche Gemeinschaften, sondern nur die bekanntesten. Im Zensus 2011 wurde ebenfalls die Zugehörigkeit zu Glaubensgemeinschaften erfragt; die wichtigsten Ergebnisse lassen sich hier abrufen.
| Name                                                          | Mitglieder bzw. Anzahl | Bevölkerungs- anteil | Jahr      | Quelle                                  |
| ------------------------------------------------------------- | ---------------------- | -------------------- | --------- | --------------------------------------- |
| Konfessionslos                                                | 39.120.000             | 46,8 %               | 2024      | fowid                                   |
| Römisch-katholische Kirche in Deutschland                     | 19.769.237             | 23,7 %               | 2024      | DBK                                     |
| Evangelische Kirche in Deutschland                            | 17.980.000             | 21,5 %               | 2024      | EKD                                     |
| Sunniten                                                      | 2.640.000              | 3,2 %                | 2006      | REMID                                   |
| Aleviten                                                      | 700.000                | 0,8 %                | 2020      | fowid                                   |
| Serbisch-Orthodoxe Kirche in Deutschland                      | 310.000                | 0,37 %               | 2022      | REMID                                   |
| Neuapostolische Kirche                                        | 307.291                | 0,36 %               | 2022      | fowid eig. Angabe                       |
| Rumänisch-Orthodoxe Kirche                                    | 277.000                | 0,33 %               | 2022      | REMID                                   |
| Buddhisten                                                    | 270.000                | 0,33 %               | 2010/11   | REMID                                   |
| Russisch-Orthodoxe Kirche                                     | 250.000                | 0,3 %                | 2022      | REMID                                   |
| Griechisch-Orthodoxe Kirche                                   | 265.000                | 0,3 %                | 2022      | REMID                                   |
| Zwölfer-Schiiten                                              | 225.500                | 0,27 %               | 2006      | REMID                                   |
| Neopaganismus (Wicca, Heidentum, Schamanismus)                | 90.000                 | 0,1 %                | 2016      | REMID                                   |
| Bulgarisch-Orthodoxe Kirche                                   | 200.000                | 0,24 %               | 2022      | REMID                                   |
| Zeugen Jehovas                                                | 177.240                | 0,2 %                | 2024      | eig. Angabe                             |
| Jesiden                                                       | 150.000                | 0,17 %               | 2024      | [ 28 ]                                  |
| Syrisch-Orthodoxe Kirche                                      | 120.000                | 0,15 %               | 2023      | [ 29 ]                                  |
| Ukrainisch Orthodoxe Kirche – Patriarchat Kiew                | 115.000                | 0,14 %               | 2022      | REMID                                   |
| Hindus                                                        | 100.000                | 0,12 %               | 2012      | REMID                                   |
| Zentralrat der Juden in Deutschland                           | 91.839                 | 0,11 %               | 2022      | fowid Statista                          |
| Juden ohne Gemeindezugehörigkeit                              | 90.000                 | 0,11 %               | 2007      | REMID                                   |
| Baptistengemeinden (Evangeliumschristen-Baptisten, IBC u. a.) | 75.000                 | 0,09 %               | 2005      | REMID                                   |
| Bund Evangelisch-Freikirchlicher Gemeinden (Baptisten)        | 73.878                 | 0,09 %               | 2022      | eigene Angabe                           |
| Bund Freikirchlicher Pfingstgemeinden                         | 67.455                 | 0,06 %               | 2024      | eigene Angabe                           |
| Mennonitenkirchen                                             | 47.492                 | 0,05 %               | 2018      | REMID                                   |
| Evangelisch-methodistische Kirche                             | 42.915                 | 0,05 %               | 2023      | eigen Angabe                            |
| Bund Freier evangelischer Gemeinden in Deutschland            | 40.904                 | 0,05 %               | 2023      | eigen Angabe                            |
| Ukrainische griechisch-katholische Kirche                     | 40.700                 | 0,05 %               | 2013      | REMID                                   |
| Ahmadiyya Muslim Jamaat                                       | 40.000                 | 0,05 %               | 2021      | REMID                                   |
| Freireligiöse                                                 | 40.000                 | 0,05 %               | 2005      | REMID                                   |
| Mormonentum                                                   | 39.724                 | 0,05 %               | 2021      | REMID                                   |
| Armenische Apostolische Kirche                                | 35.000                 | 0,04 %               | 2012      | REMID                                   |
| Siebenten-Tags-Adventisten                                    | 34.130                 | 0,04 %               | 2023      | eigen Angabe                            |
| Ukrainisch Orthodoxe Kirche – Patriarchat Moskau              | 33.000                 | 0,04 %               | 2022      | REMID                                   |
| Selbständige Evangelisch-Lutherische Kirche                   | 31.584                 | 0,04 %               | 2022      | eig. Angabe                             |
| Unabhängige afrikanische Kirchen                              | 30.000                 | 0,04 %               | 2005      | REMID                                   |
| Brüderbewegung                                                | 27.000                 | 0,03 %               | 2017      | REMID                                   |
| Äthiopisch-Orthodoxe Kirche                                   | 20.000                 | 0,02 %               | 2016      | REMID                                   |
| Koptisch-Orthodoxe Kirche                                     | 20.000                 | 0,02 %               | 2016      | REMID                                   |
| Die Christengemeinschaft                                      | 16.000–20.000          | 0,02 %               | 2010      | REMID                                   |
| Alt-Katholische Kirche in Deutschland                         | 15.936                 | 0,02 %               | 2022      | eig. Angabe                             |
| Charismatische Erneuerung                                     | 15.000                 | 0,02 %               | 2015      | REMID                                   |
| Eritreisch-Orthodoxe Tewahedo-Kirche                          | 15.000                 | 0,02 %               | 2016      | REMID                                   |
| Sikhs                                                         | 10.000–20.000          | 0,01 %–0,02 %        | 2016      | REMID                                   |
| Salafiyya                                                     | ca. 10.800             | 0,01 %               | 2017      | REMID                                   |
| Griechisch-Orthodoxe Kirche von Antiochien                    | 10.000                 | 0,01 %               | 2016      | REMID                                   |
| Drusen                                                        | 10.000                 | 0,01 %               | 2020      | Deutschlandfunk                         |
| Sufismus                                                      | 10.000                 | 0,01 %               | 2015      | REMID                                   |
| Assyrische Kirche des Ostens                                  | 10.000                 | 0,01 %               | 2016      | REMID                                   |
| Apostelamt Jesu Christi                                       | 8.700                  | 0,01 %               | 2015      | REMID                                   |
| Soka Gakkai in Deutschland                                    | 8.000                  | 0,01 %               | 2020      | eig. Angabe                             |
| Finnische kirchliche Arbeit in Deutschland                    | 7.615                  | 0,01 %               | 2021      | eig. Angabe                             |
| Evangelisch-altreformierte Kirche in Niedersachsen            | 6.200                  | 0,01 %               | 2025      | eig. Angabe                             |
| Chrischona International                                      | 6.497                  | 0,01 %               | 2020      | REMID                                   |
| Bahaitum                                                      | 6.000–12.000           | 0,01 %               | 2007/2013 | Brockhaus Religionen/Jahresbericht KdöR |
| Maroniten                                                     | 6.000                  | 0,01 %               | 2005      | REMID                                   |
| Volksmission entschiedener Christen                           | 6.000                  | 0,01 %               | 2021      | REMID                                   |
| Dänische Kirche in Südschleswig                               | 5.500                  | 0,01 %               | 2025      | [ 46 ]                                  |
| Neo-Sannyas (Bhagwan-Bewegung)                                | 5.000–6.000            | 0,01 %               | 2005      | REMID                                   |
| Union progressiver Juden in Deutschland                       | 5.000                  | 0,01 %               | 2012      | REMID                                   |
| Messianische Juden                                            | 5.000                  | 0,01 %               | 2013      | REMID                                   |
| Jesus Freaks                                                  | 5.000                  | 0,01 %               | 2009      | REMID                                   |
| Herrnhuter Brüdergemeine                                      | 4.803                  | 0,01 %               | 2022      | eig. Angabe                             |
| Mülheimer Verband Freikirchlich-Evangelischer Gemeinden       | 4.662                  | 0,01 %               | 2019      | REMID                                   |
| Rosenkreuzer                                                  | 4.200                  |                      | 2012      | REMID                                   |
| Gemeinde der Christen Ecclesia                                | 4.000                  |                      | 2005      | REMID                                   |
| Gemeinschaft in Christo Jesu                                  | 3.800                  |                      | 2003      | REMID                                   |
| Apostolische Gemeinschaft                                     | 3.000                  |                      | 2020      | eig. Angabe                             |
| Niederländische Kirche in Deutschland                         | 3.000                  |                      | 2016      | eig. Angabe                             |
| Katholisch-apostolische Gemeinden                             | 3.000                  |                      | 2012      | REMID                                   |
| Gemeinde Gottes Deutschland KdöR                              | 3.000                  |                      | 2010      | REMID                                   |
| Johannische Kirche                                            | 3.000                  |                      | 2011      | REMID                                   |
| Gemeinden Christi                                             | 2.800                  |                      | 2005      | REMID                                   |
| Die Christliche Gemeinde                                      | 2.668                  |                      | 2021      | eig. Angabe                             |
| Freikirchlicher Bund der Gemeinde Gottes                      | 2.300                  |                      | 2017      | eig. Angabe                             |
| Kirche des Nazareners                                         | 1.100                  |                      | 2023      | eig. Angabe                             |
| Mandäer                                                       | 2.200                  |                      | 2013      | REMID                                   |
| Christian Science                                             | 2.000                  |                      | 2005      | REMID                                   |
| Christliche Gemeinschaft Hirt und Herde                       | 2.000                  |                      | 2005      | REMID                                   |
| Mazedonisch-Orthodoxe Kirche                                  | 2.000                  |                      | 2008      | REMID                                   |
| Ismailiten                                                    | 1.900                  |                      | 2005      | REMID                                   |
| Daoismus                                                      | 1.900                  |                      | 2011      | REMID                                   |
| Bund Evangelisch-reformierter Kirchen Deutschlands            | 1.500                  |                      | 2012      | REMID                                   |
| Evangelisch-Lutherische Freikirche                            | 1.317                  |                      | 2010      | e. A.                                   |
| Unitarier                                                     | 1.200                  |                      | 2005      | REMID                                   |
| Heilsarmee                                                    | 1.104                  |                      | 2022      | eig. Angabe                             |
| Wallonisch-Niederländische Kirche                             | 1.100                  |                      | 2016      | -                                       |
| Voodoo                                                        | 1.000                  |                      | 2010      | REMID                                   |
| Georgische Orthodoxe Apostelkirche                            | 1.000                  |                      | 2005      | REMID                                   |
| Transzendentale Meditation                                    | 1.000                  |                      | 2005      | REMID                                   |
| Shintō                                                        | 1.000                  |                      | 2011      | REMID                                   |
| Freie Bibelforscher                                           | 881                    |                      | 2007      | REMID                                   |
| Reformadventisten                                             | 800                    |                      | 2005      | REMID                                   |
| Zaiditen                                                      | 800                    |                      | 2007      | REMID                                   |
| Anskar-Kirche                                                 | 680                    |                      | 2016      | evangelisch.de                          |
| Ernste Bibelforscher                                          | 672                    |                      | 2005      | REMID                                   |
| Zarathustrismus                                               | 500–700                |                      | 2005      | REMID                                   |
| Internationale Gesellschaft für Krishna-Bewusstsein           | 450                    |                      | 2010      | REMID                                   |
| Weltweite Kirche Gottes                                       | 400                    |                      | 2005      | REMID                                   |
| Internationale Gemeinden Christi                              | 300                    |                      | 2003      | Schmid                                  |
| Ibaditen                                                      | 270                    |                      | 2013      | REMID                                   |
| Quäker                                                        | 250                    |                      | 2005      | REMID                                   |
| Neue Kirche                                                   | 200                    |                      | 2005      | REMID                                   |
| Jainismus                                                     | 180                    |                      | 2011      | REMID                                   |
| Zwölf Stämme                                                  | 50–100                 |                      | 2005      | REMID                                   |
| Neuro-Spinozismus                                             | 50–100                 |                      | 2005      | REMID                                   |
| Lahore-Ahmadiyya-Bewegung                                     | 60                     |                      | 2001      | eig. Angabe                             |
| Metropolitan Community Church                                 | 50                     |                      | 2005      | REMID                                   |
| Tengrismus                                                    | 50-200                 |                      | 2023      | REMID                                   |

### Verteilung der beiden großen Konfessionen auf die Bundesländer
Ende 2024 war in 15 der 16 Bundesländer der Anteil der evangelischen Kirchenmitglieder und auch der Anteil der katholischen Kirchenmitglieder jeweils kleiner als der Anteil der „übrigen“ Einwohner des Bundeslandes; in zehn Ländern war eine absolute Mehrheit der Bevölkerung weder Mitglied der katholischen noch der evangelischen Kirche. In Saarland war der Anteil der katholischen Kirchenmitglieder größer als der Anteil der evangelischen Kirchenmitglieder und auch größer als der Anteil der „übrigen“ Einwohner des Bundeslandes.
| Bundesland             | Einwohner [Millionen] | Mitglieder der evangelischen Landeskirchen (EKD) [Millionen EW] | Mitglieder der röm.-kath. Kirche [Millionen EW] | Übrige Bevölkerung [Millionen EW] | Mitglieder der EKD [%] | Mitglieder der röm.-kath. Kirche [%] | Übrige Bevölkerung [%] |
| ---------------------- | --------------------- | --------------------------------------------------------------- | ----------------------------------------------- | --------------------------------- | ---------------------- | ------------------------------------ | ---------------------- |
| Baden-Württemberg      | 11,339                | 2,776                                                           | 3,219                                           | 5,343                             | 24,5                   | 28,4                                 | 47,1                   |
| Bayern                 | 13,435                | 2,092                                                           | 5,675                                           | 5,668                             | 15,6                   | 42,2                                 | 42,2                   |
| Berlin                 | 3,782                 | 0,469                                                           | 0,272                                           | 3,038                             | 12,4                   | 7,3                                  | 80,3                   |
| Brandenburg            | 2,582                 | 0,324                                                           | 0,089                                           | 2,169                             | 12,5                   | 3,4                                  | 84,0                   |
| Bremen                 | 0,692                 | 0,186                                                           | 0,059                                           | 0,446                             | 26,9                   | 8,6                                  | 64,5                   |
| Hamburg                | 1,910                 | 0,384                                                           | 0,157                                           | 1,369                             | 20,1                   | 8,2                                  | 71,7                   |
| Hessen                 | 6,421                 | 1,817                                                           | 1,202                                           | 3,401                             | 28,3                   | 18,7                                 | 53,0                   |
| Mecklenburg-Vorpommern | 1,629                 | 0,207                                                           | 0,051                                           | 1,372                             | 12,7                   | 3,1                                  | 84,2                   |
| Niedersachsen          | 8,162                 | 3,033                                                           | 1,215                                           | 3,914                             | 37,2                   | 14,9                                 | 48,0                   |
| Nordrhein-Westfalen    | 18,190                | 3,779                                                           | 5,954                                           | 8,457                             | 20,8                   | 32,7                                 | 46,5                   |
| Rheinland-Pfalz        | 4,174                 | 0,982                                                           | 1,447                                           | 1,746                             | 23,5                   | 34,7                                 | 41,8                   |
| Saarland               | 0,994                 | 0,152                                                           | 0,487                                           | 0,345                             | 15,3                   | 49,0                                 | 35,7                   |
| Sachsen                | 4,089                 | 0,639                                                           | 0,142                                           | 3,308                             | 15,6                   | 3,5                                  | 80,9                   |
| Sachsen-Anhalt         | 2,180                 | 0,225                                                           | 0,065                                           | 1,890                             | 10,3                   | 3,0                                  | 86,7                   |
| Schleswig-Holstein     | 2,966                 | 1,118                                                           | 0,157                                           | 1,690                             | 37,7                   | 5,3                                  | 57,0                   |
| Thüringen              | 2,122                 | 0,383                                                           | 0,151                                           | 1,589                             | 18,0                   | 7,1                                  | 74,9                   |
| Deutschland gesamt     | 84,669                | 18,566                                                          | 20,346                                          | 45,757                            | 21,9                   | 24,0                                 | 54,0                   |

In den letzten drei Spalten stehen die Prozentzahlen, wobei der Übersicht halber der Hintergrund bei Zahlen über 30 %, 40 % und 50 % hellgrau, grau bzw. grün hinterlegt ist. Analog sind in der zweiten Spalte die Hintergründe bei Einwohnerzahlen über fünf bzw. zehn Millionen sowie der Gesamtzahl hellgrau, grau bzw. rosa hinterlegt. Die Zahlen für die Bundesländer stammen aus dem Jahr 2023.

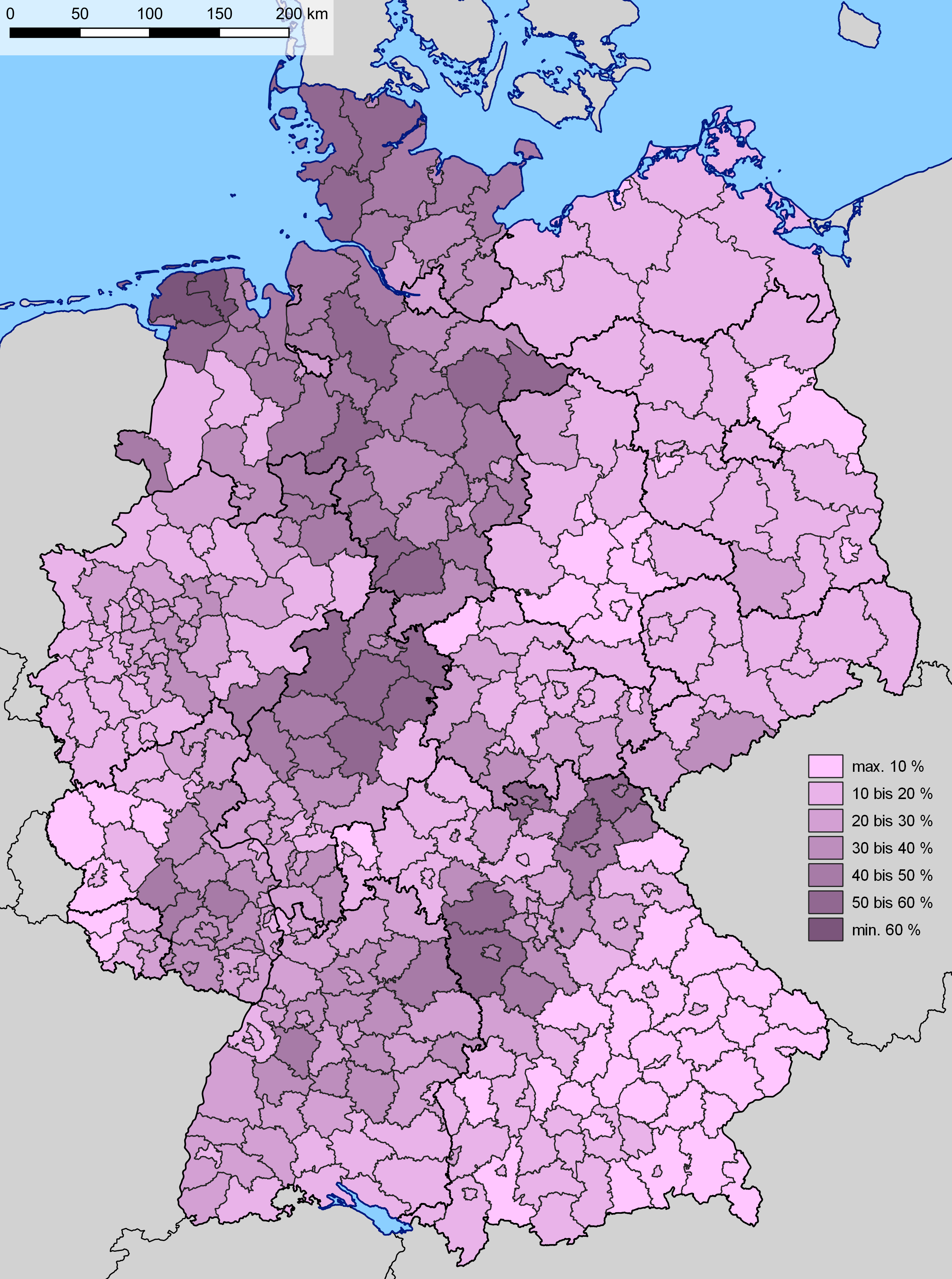
Angehörige der EKD auf Kreisebene nach Zensus 2022
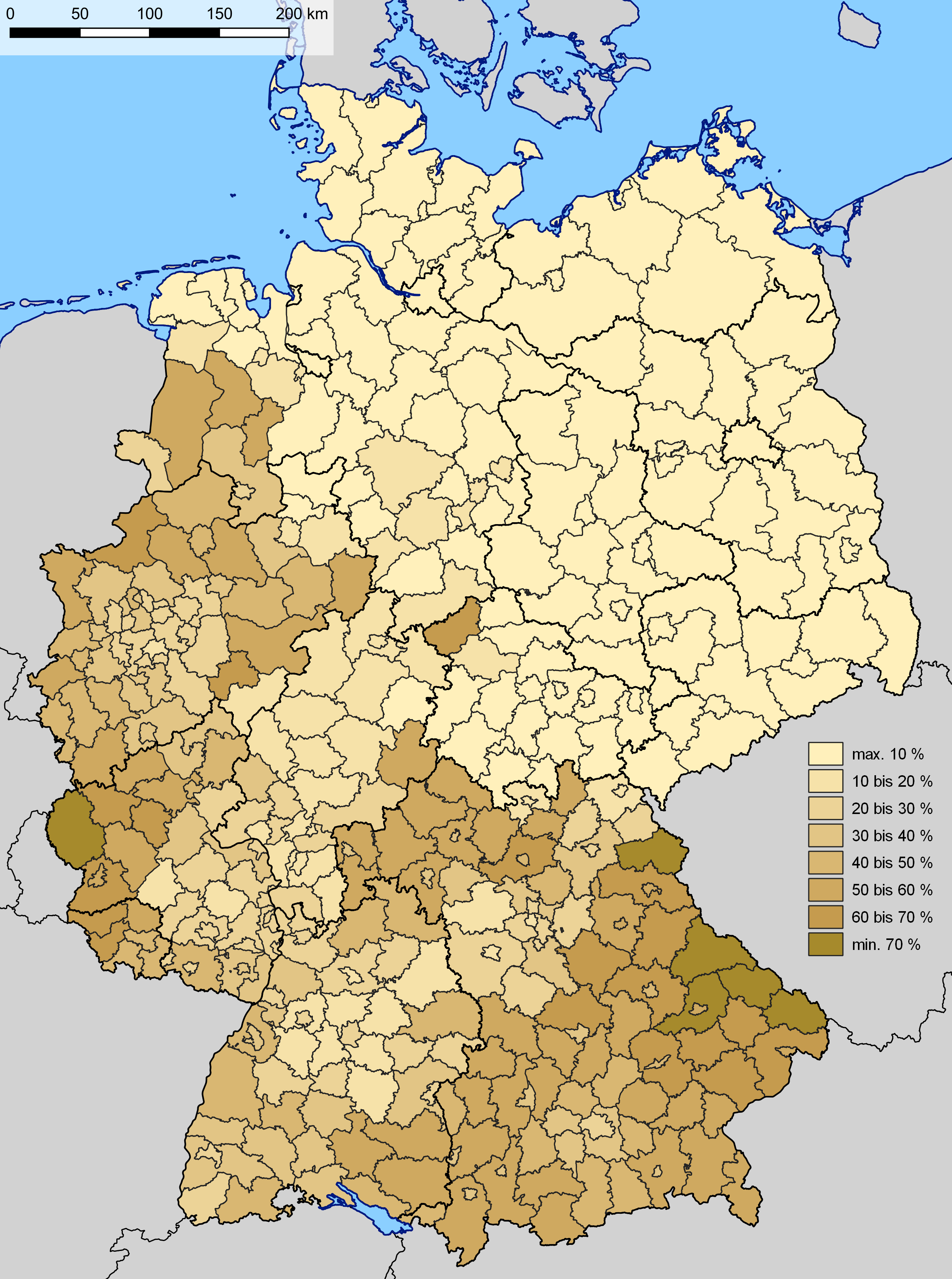
Anteil an Katholiken auf Kreisebene nach Zensus 2022
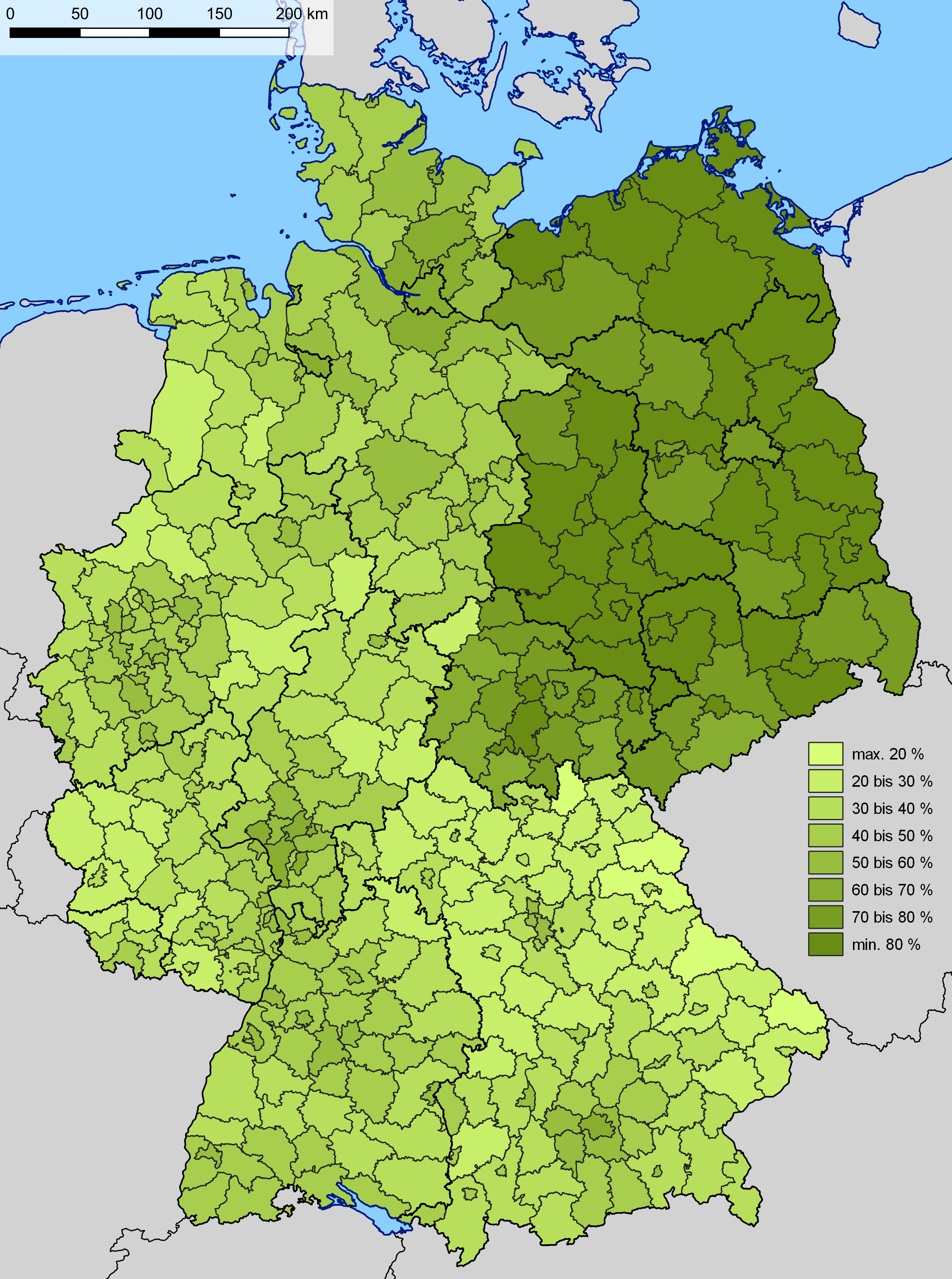
Anteil an Personen, die Konfessionslose sind, eine andere Religion haben oder keine Angaben machten auf Kreisebene nach Zensus 2022
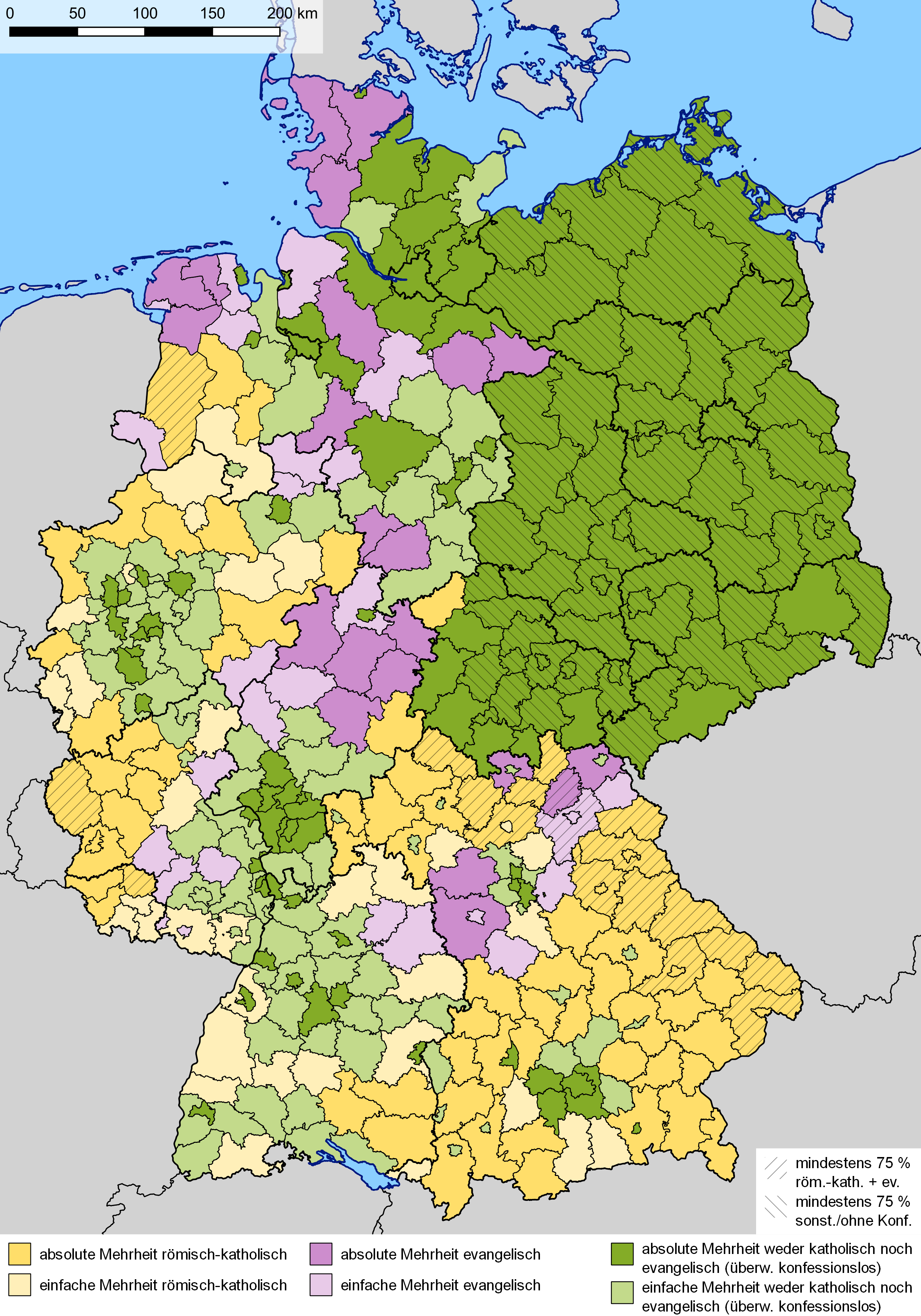
Konfessions-zugehörigkeit auf Kreisebene laut Zensus 2022: violett: evangelisch, gelb: römisch-katholisch, grün: andere; dunkel: absolute Mehrheit, hell: relative Mehrheit

### Entwicklung der Religionszugehörigkeiten
Während noch um 1950 die überwältigende Mehrheit der Deutschen Mitglied einer Religionsgemeinschaft war, nahm seitdem der Anteil der „Konfessionslosen“ zu und beträgt heute etwa die Hälfte der Bevölkerung. Gründe für einen Austritt sind beispielsweise die Missbrauchsskandale um Geistliche die Ablehnung der jeweils kirchlich geprägten Moral, a- oder antireligiöse Weltanschauungen, oder der Wunsch, Kirchensteuer zu vermeiden.
Die Anzahl der katholischen und evangelischen Kirchenmitglieder ist unter die Hälfte der Bevölkerung abgesunken (2022 47,4 % Kirchenmitglieder). Von den 80 Großstädten waren 2011 bundesweit noch 23 mehrheitlich katholisch geprägte. 2022 sind nur noch Münster, Paderborn, Bottrop und Trier übrig. 2022 gab es keine einzige Großstadt mehr, in der Protestanten auch nur in der relativen Mehrheit sind.
Obwohl seit der Wiedervereinigung Deutschlands in Ost wie West die Zahl der Menschen ohne Konfession weiter zunimmt, setzte diese Entwicklung im Osten, unter anderem aufgrund einer atheistischen Bildungs- und Religionspolitik, wesentlich früher ein. 1945 waren 90 % der Menschen in Ostdeutschland Kirchenmitglieder, 1989 nur noch 25 %.
Wie eine Umfrage des Eurobarometers der Europäischen Kommission von Dezember 2018 zeigt, fühlt sich im Osten Deutschlands nur eine Minderheit dem Christentum zugehörig, während sich im Westen eine Mehrheit zur christlichen Religion bekennt.

## Glaubensinhalte
Die Zugehörigkeit zu einer Religion (oder Kirche) muss unterschieden werden vom Glauben ihrer Mitglieder (oder Nichtmitglieder). So kann ein Mitglied der römisch-katholischen Kirche Atheist sein oder ein Nichtmitglied gläubig. Nach einer Umfrage des Spiegel 2019 ist der Anteil der Deutschen, die Mitglieder einer der beiden Hauptkirchen sind (ca. 54 %) so groß wie der Anteil der Deutschen, die an Gott glauben (55 %). Allerdings ist der Glaube an Gott nicht das gleiche wie die Mitgliedschaft in einer Kirche. So glauben nur 75 % der deutschen Katholiken an Gott, während es bei den Protestanten sogar nur 67 % sind. Gleichzeitig sind 66 % aller vom Spiegel Befragten überzeugt, dass es Wunder gibt (ohne jedoch die Natur dieser Wunder näher zu spezifizieren). Man könne das so interpretieren, dass der Glaube an Gott zwar zurückgeht, das Bedürfnis nach Spiritualität aber groß bleibt. Ebenso glauben nur noch 53 % der Katholiken an ein Leben nach dem Tod. Obwohl es ein Kernelement der christlichen Lehre ist, glauben nur noch 58 % der Protestanten und 61 % der Katholiken an die Auferstehung von Jesus Christus, wie sie im Neuen Testament berichtet wird.
|                 | 1967 | 1992 | 1996 | 2005 | 2019 |
| --------------- | ---- | ---- | ---- | ---- | ---- |
| Deutschland     | -    | 50 % | 45 % | 66 % | 55 % |
| - West          | 68 % | 56 % | 51 % | 74 % | 63 % |
| - Ost           | -    | 27 % | 20 % | 36 % | 26 % |
| Katholiken      | -    | 70 % | 63 % | 85 % | 75 % |
| Protestanten    | -    | 53 % | 45 % | 79 % | 67 % |
| Konfessionslose | -    | -    | -    | 28 % | 20 % |

## Christentum

### Römisch-katholische Kirche in Deutschland

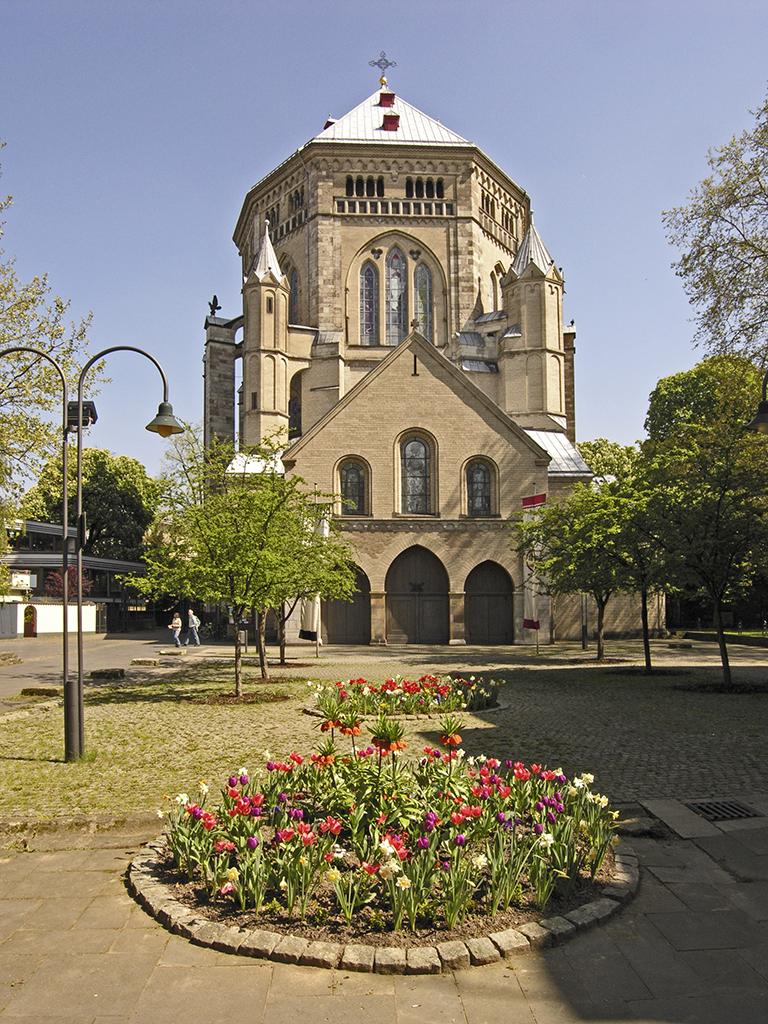
Die römisch-katholische Kirche St. Gereon in Köln (4. Jahrhundert). Älteste noch bestehende Kirche in Deutschland

In Deutschland sind (Stand 2023) 24,0 % der Gesamtbevölkerung Angehörige der römisch-katholischen Kirche. Traditionell ist der Katholizismus eher im Süden und im (Nord-)Westen des Landes verbreitet. Viele Katholiken leben in Deutschland in der Diaspora, also in einer Minderheitensituation. In Deutschland galt das bislang vor allem im Norden und Osten der Republik. Durch die vielen Kirchenaustritte der vergangenen Jahre geraten nun aber vermehrt auch Katholiken in anderen, früher stark katholisch geprägten Landesteilen in eine Minderheitensituation. Selbst in Regionen, in denen Katholiken noch die Mehrheit der Bevölkerung stellen, gibt es eine Glaubensdiaspora, bei der sich die tatsächlich praktizierenden Katholiken in einer Minderheitensituation wiederfinden. Die Zahl der Gottesdienstteilnehmer etwa ist inzwischen auch in solchen Regionen gering, in denen auf dem Papier noch viele Katholiken leben.
Die römisch-katholische Kirche in Deutschland ist in sieben Kirchenprovinzen mit 27 Diözesen eingeteilt. Diese bilden den Verband der Diözesen Deutschlands. Das erste Bistum ist schon für das 3. Jahrhundert in Trier und Köln belegt. Eine umfassende christliche Missionierung der germanischen Stämme außerhalb des Römischen Reichs begann erst im 6. Jahrhundert und dauerte bis ins 10. Jahrhundert.

### Evangelische Kirche in Deutschland (EKD)

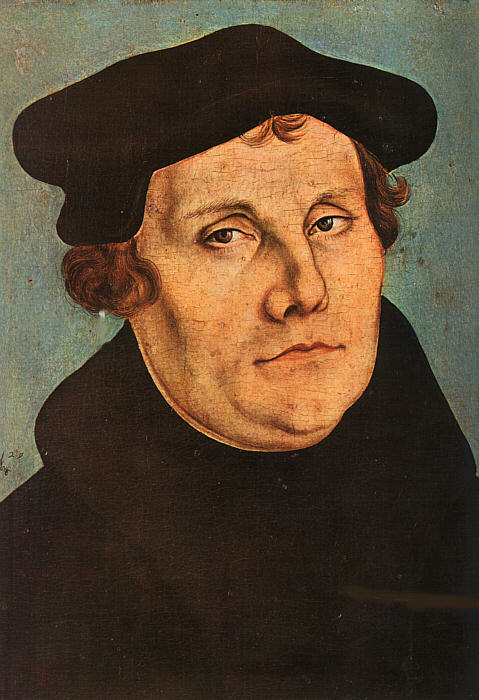
Martin Luther

Die Reformation begann in Deutschland im 16. Jahrhundert mit Martin Luther. Vor dem Ersten Weltkrieg gehörten über 60 % der Bevölkerung zu den evangelischen Kirchen landeskirchlicher Prägung. Die meisten Lutheraner in Deutschland gehören den Gliedkirchen der Vereinigten Evangelisch-Lutherischen Kirche Deutschlands (VELKD) an. Zu den evangelischen Kirchen in Deutschland gehören neben den lutherischen auch evangelisch-reformierte und unierte Landeskirchen.
Ende 2021 waren 19,725 Millionen Menschen oder 23,7 % der Gesamtbevölkerung Deutschlands Mitglied der evangelischen Kirche. Ende 2014 waren noch 22,63 Millionen Menschen der Gesamtbevölkerung Deutschlands Mitglied der evangelischen Kirche.
Damit liegt die Zahl der Mitglieder evangelisch-lutherischer, evangelisch-reformierter und evangelisch-unierter Landeskirchen, die sich in der Evangelischen Kirche in Deutschland zusammengeschlossen haben, unter der der römisch-katholischen Kirche. Evangelisch geprägt sind vor allem Schleswig-Holstein mit 40,9 % und Niedersachsen mit 40,0 % (Daten Stand Jahresende 2021).
Die evangelische Kirche in Deutschland wird in der Außensicht als „von krassen Gegensätzen geprägt, aber auch lebendig und konfliktfreudig“ wahrgenommen; als einer der größten Arbeitgeber des Landes, besonders in der Diakonie, gewährt sie nur geringe Mitarbeiterrechte; ihr „belebendes Element“ wird bei den Evangelische Akademien und Studentengemeinden gesehen; nach der Einigung Deutschlands musste sie damit umgehen lernen, dass es auf dem Gebiet der ehemaligen DDR zu einer „flächendeckenden Entchristlichung“ gekommen war.

### Orthodoxes und altorientalisches Christentum

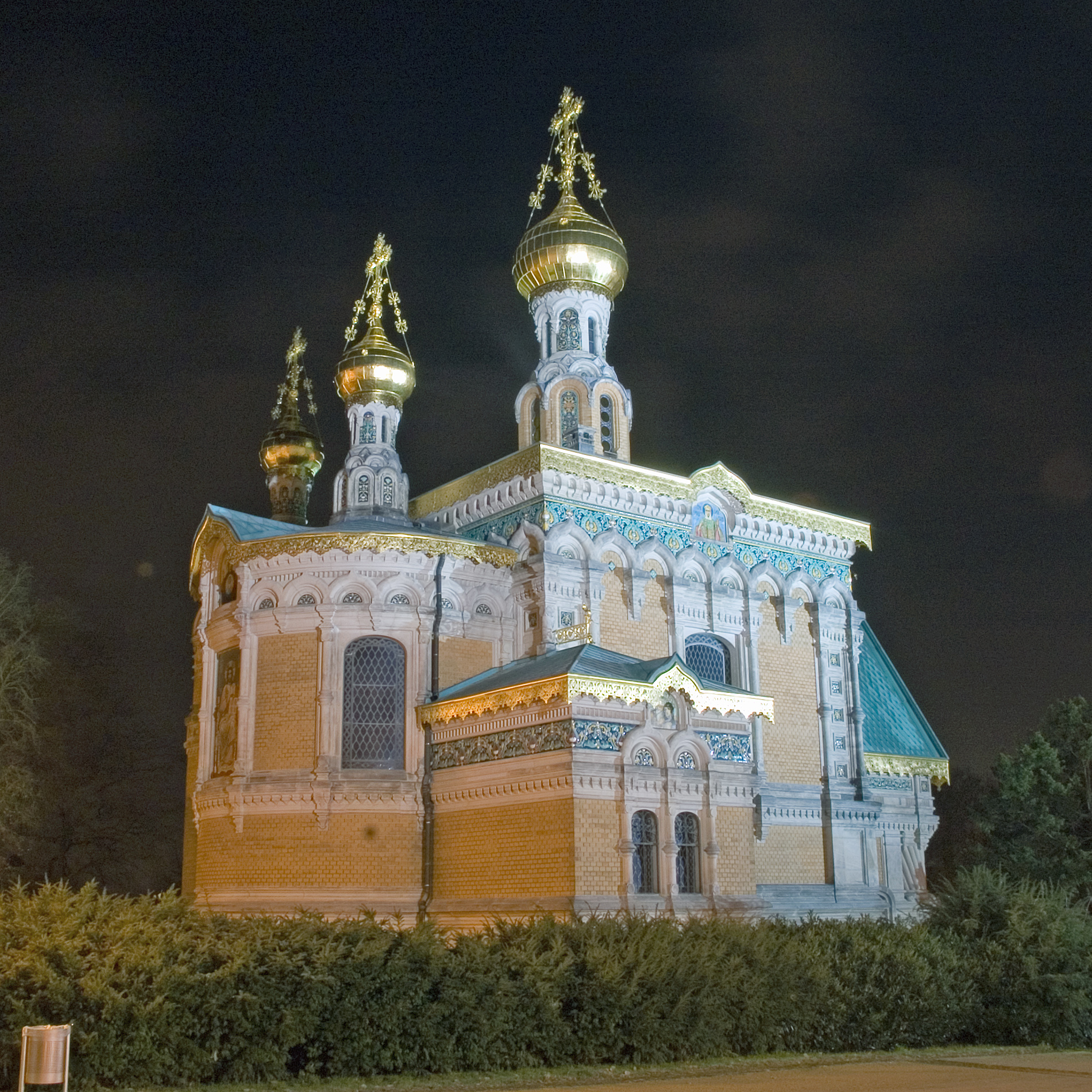
Russische Kapelle, Darmstadt

Während das Gebiet des heutigen Deutschlands nach dem Morgenländischen Schisma im Bereich der Westkirche lag, sind orthodoxe Kirchen heute durch Zuwanderung und Konversion auch in Deutschland vertreten. Viele orthodoxe Gottesdienste werden in den ursprünglichen Heimatsprachen oder in Kirchenslawisch gefeiert. Die im Regelfall nach Ländern organisierten orthodoxen Kirchen haben Auslandsbistümer. Orthodoxe Gottesdienste gab es seit etwa 1700 in der Kapelle des Griechenhauses in Leipzig, wo griechische Kaufleute verkehrten und sich niedergelassen hatten, diese wurde auch von russischen und rumänischen Gläubigen genutzt. Familiäre Beziehungen von Herrscherfamilien, insbesondere zur Zarenfamilien führten im 19. Jahrhundert zum Bau einiger orthodoxer Kirchen, etwa in Wiesbaden, Darmstadt und Dresden.
Durch Zuwanderung entstanden in Deutschland auch Gemeinden der Altorientalischen Kirchen, die kulturell den Orthodoxen nahestehen und teilweise den Begriff auch im Namen führen, theologisch aber bereits seit dem Konzil von Chalcedon (451) von der damals noch ungeteilten Reichskirche (heute: Katholiken und Orthodoxe) getrennt sind. Bereits 431 hatte sich die theologisch nicht mit den altorientalischen Kirchen verwandte, aber auch zur syrischen Tradition zählende Assyrische Kirche abgespalten, die durch Einwanderer aus Irak und Syrien auch in Deutschland vertreten ist.
In beiden Familien des Östlichen Christentums entstanden durch westlichen Einfluss Abspaltungen, die den römischen Papst als Oberhaupt anerkennen, ansonsten aber alle örtlichen Traditionen beibehalten, diese Kirchen nennt man unierte oder Katholische Ostkirchen.
In Deutschland leben ca. 1,5–2,2 Millionen Orthodoxe (ca. 2–3 % der Gesamtbevölkerung). 408.000 der Orthodoxen besitzen einen deutschen Pass, die wenigsten sind deutscher Herkunft. Die am stärksten vertretene Nationalität unter den Orthodoxen in Deutschland sind die Griechen. Andere größere Gruppen sind Russen, Rumänen, Serben und Bulgaren.

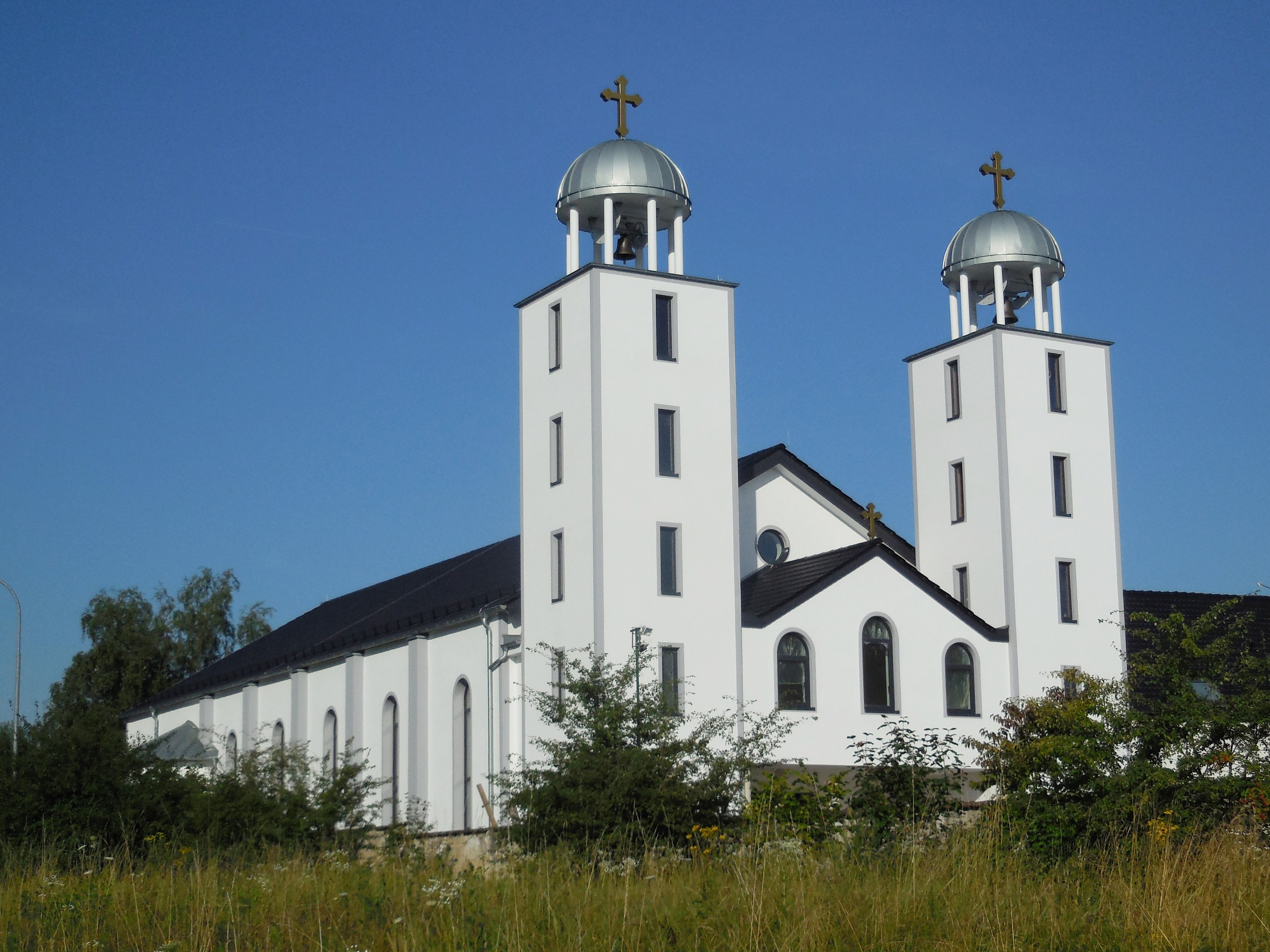
Syrisch-Orthodoxe Kirche St. Afrem & St. Theodoros, Gießen

Orthodoxe Kirchen in Deutschland sind:
- Griechisch-Orthodoxe Metropolie von Deutschland, Sitz des Metropoliten: Bonn
- Rumänisch-Orthodoxe Kirche, Bischofssitz: Nürnberg, München
- Serbisch-Orthodoxe Kirche in Deutschland, Bischofssitz: Hildesheim-Himmelstür
- Russisch-Orthodoxe Kirche, Bischofssitz: Berlin
- Bulgarisch-orthodoxe Kirche, Sitz: Berlin
- Russisch-Orthodoxe Kirche im Ausland, Bischofssitz: München
- Griechisch-Orthodoxe Kirche von Antiochien, Bischofssitz: Köln

Die meisten orthodoxen Kirchen in Deutschland haben sich zur Kommission der Orthodoxen Kirche in Deutschland – Verband der Diözesen – (KokiD) mit Sitz in Dortmund zusammengeschlossen. 2010 wurde die Orthodoxe Bischofskonferenz in Deutschland gegründet.
Die Assyrer, welche dem Syrischen Christentum angehören sind mit ungefähr 130.000 Mitgliedern in Deutschland vertreten. Die in Deutschland lebenden Anhänger folgender fünf west- und ostsyrischen Kirchen stammen ursprünglich hauptsächlich aus Nordmesopotamien (v. a. Tur Abdin):
Westsyrisches Christentum, welches auf das Patriarchat von Antiochien zurückgeht:
- Syrisch-Orthodoxe Kirche von Antiochien, Bischofssitz: Warburg
- Syrisch-katholische Kirche von Antiochien

Ostsyrisches Christentum, welches auf das Katholikat Seleukia-Ktesiphon zurückgeht:
- Assyrische Kirche des Ostens, Wiesbaden
- Alte Kirche des Ostens, Bischofssitz: Mainz-Kastel
- Chaldäisch-katholische Kirche, Stuttgart

Weitere Altorientalische Kirchen in Deutschland sind:
- Äthiopisch-Orthodoxe Kirche, Bischofssitz: München
- Armenische Apostolische Kirche, Bischofssitz: Köln
- Koptisch-Orthodoxe Kirche von Ägypten, Bischofssitz: Kloster Brenkhausen bei Höxter

### Neuapostolische Kirche

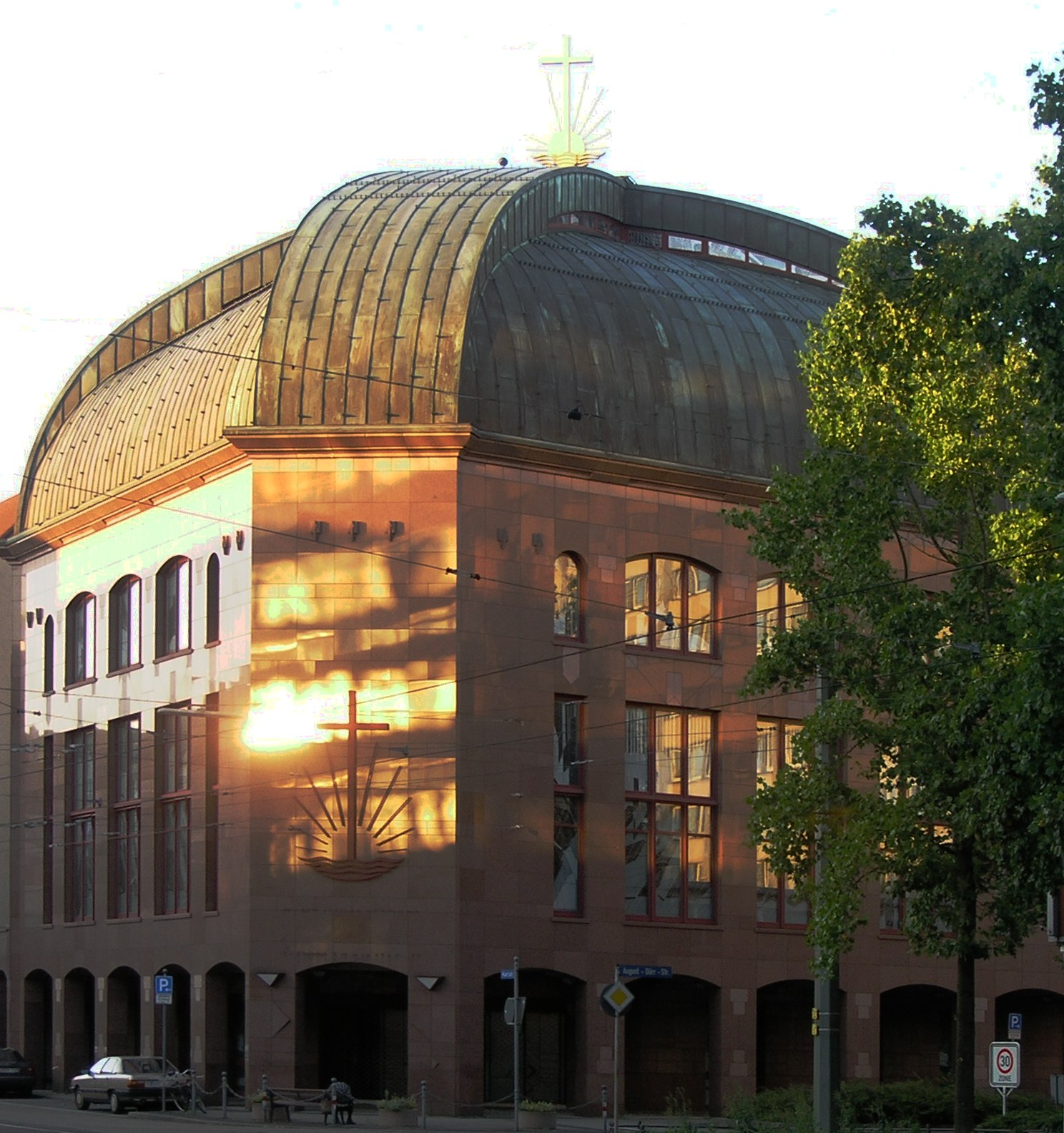
Neuapostolische Kirche in Karlsruhe

Die Neuapostolische Kirche ist in Deutschland mit (Stand 2022) 307.291 Mitgliedern die viertstärkste Einzelkirche (stellt aber weniger als 0,4 % der Gesamtbevölkerung dar) und ist (nach den orthodoxen Kirchen) die viertstärkste christliche Konfession. Die Neuapostolische Kirche ist in Deutschland in die drei rechtlich unabhängigen Gebietskirchen Nord- und Ostdeutschland, Süddeutschland und Westdeutschland untergliedert, die alle als Körperschaften des öffentlichen Rechts eingetragen sind. Die offizielle Abkürzung lautet im deutschsprachigen Bereich NAK.
Die Kirche unterhält in Deutschland neben einem Verlag zur Herstellung der kircheneigenen Publikationen und Zeitschriften auch eigene karitative Einrichtungen. Der erste Neuapostolische Kirchentag fand an Pfingsten 2014 statt.
Um 1863 bildete sich aus Kreisen der katholisch-apostolischen Gemeinden in Hamburg zunächst die Allgemeine christliche apostolische Mission und später, ab 1878, die „Neuapostolische Gemeinde“ (seit 1907 offizielle Bezeichnung, seit 1930 „Neuapostolische Kirche“). Die Neuapostolische Kirche hat im Laufe ihrer Geschichte Spaltungen und Abtrennungen erlebt. Die größten heute noch in Deutschland existierenden Gemeinschaften sind das Apostelamt Jesu Christi, das Apostelamt Juda, die Apostolische Gemeinschaft sowie die Apostolische Gemeinde Wiesbaden.

### Zeugen Jehovas

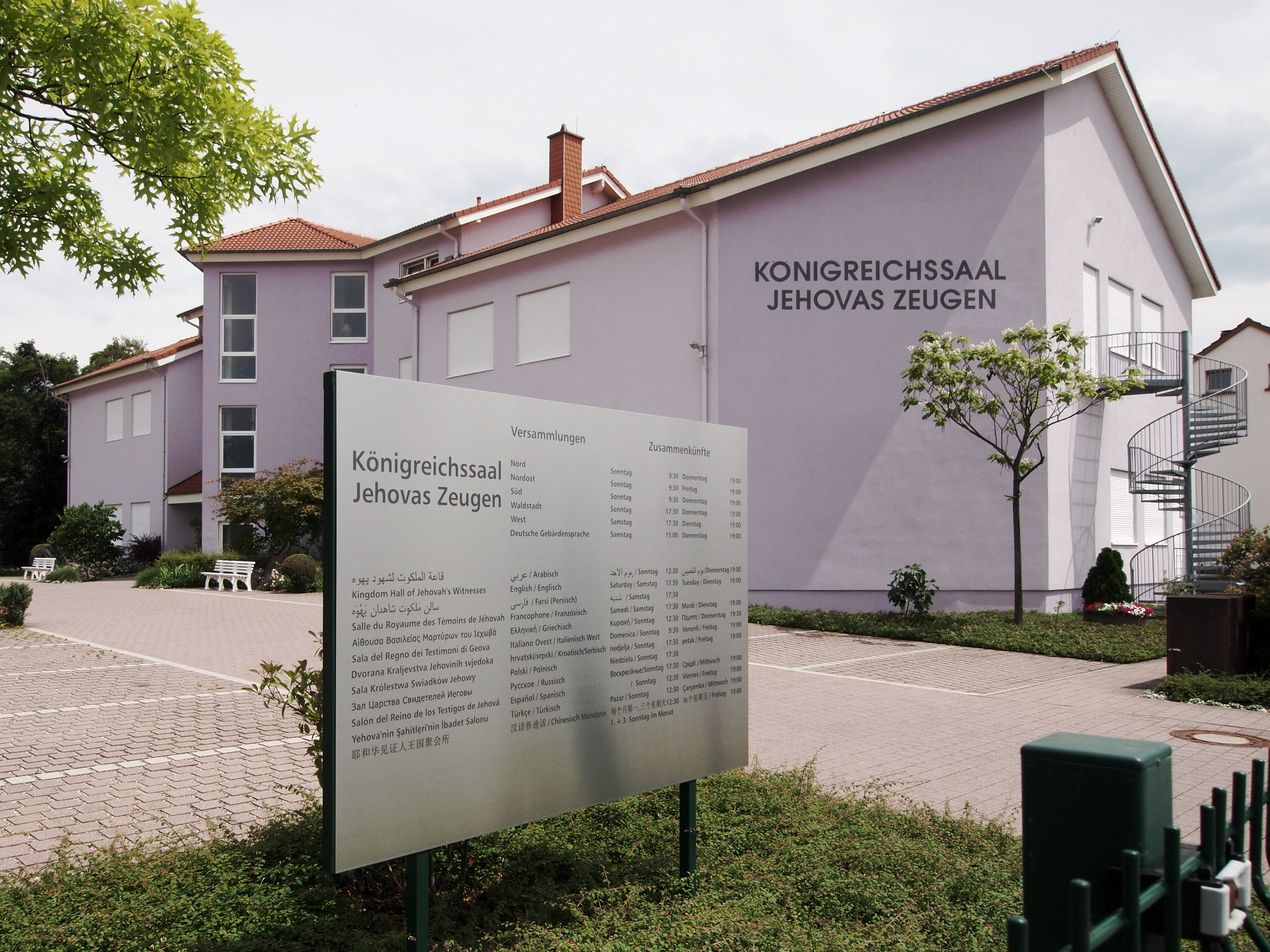
Königreichssaal in Karlsruhe

Die Zeugen Jehovas sind eine im ausgehenden 19. Jahrhundert in den Vereinigten Staaten von Charles Taze Russell gegründete, aus dem Christentum hervorgegangene chiliastische Religionsgemeinschaft. Nachgewiesen sind die Zeugen Jehovas in Deutschland seit 1903, das zentrale Mitteilungsorgan der Religionsgemeinschaft – die Zeitschrift Der Wachtturm – erscheint seit 1897 auf Deutsch.
Das deutsche Verwaltungszentrum der Religionsgemeinschaft befindet sich unter dem Namen Wachtturm Bibel- und Traktatgesellschaft, Deutscher Zweig e. V. in Selters im Taunus. Der Sitz der Religionsgemeinschaft, als Körperschaft des öffentlichen Rechts, befindet sich in Berlin. Ihre Gebäude zur Religionsausübung heißen „Königreichssaal“ bei den örtlichen Gemeinden und im größeren Rahmen „Kongresssaal“.
Die aktive Mitgliederzahl betrug 2020 164.486 Personen.

### Baptisten

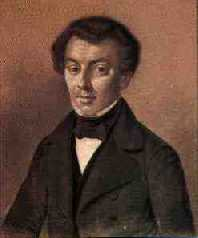
Johann Gerhard Oncken, Gründer der Baptisten in Deutschland

Organisiert sind die autonomen Baptistengemeinden in Deutschland im Bund Evangelisch-Freikirchlicher Gemeinden. Daneben gibt es sogenannte Freie Baptistengemeinden, die keinem übergeordneten Bund angehören und lediglich lockeren Kontakt untereinander pflegen. Dazu gehören unter anderem die Reformierten Baptisten, die Bibel-Baptisten, sowie eine größere Anzahl von Baptistengemeinden mit russlanddeutschem Hintergrund.
Die Baptisten existieren seit 1834 in Deutschland. Der Baptismus verbreitete sich in Deutschland und Kontinentaleuropa vor allem durch den aus Varel stammenden Kaufmann und späteren Baptistenprediger Johann Gerhard Oncken, der in einer methodistischen Gemeinde in England seine Bekehrung erlebt hatte.
Seit der Öffnung des Eisernen Vorhangs wanderten viele Deutsche aus den Staaten der ehemaligen Sowjetunion nach Deutschland ein (Russlanddeutsche, Kasachstandeutsche, Kirgisistandeutsche). Zu einem größeren Teil waren sie Evangeliumschristen-Baptisten. Eine Integration in die bestehenden deutschen Gemeinden gelang nur in der Anfangsphase. Sie gründeten alsbald eigene Gemeinden und verschiedene übergemeindliche Zusammenschlüsse. Allerdings gibt es auch in einheimischen Baptistengemeinden Russlanddeutsche, die dort auf Dauer eine geistliche Heimat gefunden haben.
Seit der Nachkriegszeit finden sich in Deutschland auch amerikanische Baptistengemeinden, die von Helfern oder Soldaten der U.S. Army gegründet wurden. Sie sind zum Teil assoziierte Mitglieder des deutschen Bundes Evangelisch-Freikirchlicher Gemeinden und Vollmitglieder der Europäisch-Baptistischen Föderation.

### Mennoniten
Die Mennoniten sind kongregationalistisch aufgebaut, was bedeutet, dass die einzelnen Gemeinden selbstständig wirken. Eine hierarchische Kirchenstruktur besteht nicht. Die Gemeinden sind jedoch teilweise über Zusammenschlüsse wie die Arbeitsgemeinschaft Mennonitischer Gemeinden miteinander verbunden. Aufgrund der Selbstständigkeit der einzelnen Gemeinden können von Gemeinde zu Gemeinde voneinander abweichende Auffassungen bestehen. Die Freikirche ist Mitglied in der Vereinigung Evangelischer Freikirchen.
Die Mennoniten entstanden in der Reformationszeit im 16. Jahrhundert als Teil der Täuferbewegung. Regionale Schwerpunkte der Täufer waren damals unter anderem die Schweiz, Südwestdeutschland, Ostfriesland und die Niederlande. Aus den ersten Täufergemeinden entwickelten sich neben den Mennoniten auch die Hutterer, die aufgrund der anhaltenden Verfolgung der Täuferbewegung von Tirol nach Osteuropa und später nach Nordamerika emigrierten. Auch viele Mennoniten wanderten aus. Schwerpunkte der mennonitischen Emigration waren die Ukraine und Russland sowie Nordamerika (Mennonitische Auswanderung). Von dort aus verstreuten sie sich in der ganzen Welt. Von den Schweizer und Elsässer Mennoniten haben sich im 17. Jahrhundert die Amischen abgespalten, die bis ins 20. Jahrhundert auch Gemeinden in Deutschland bildeten. Die Amischen leben heute ausschließlich in Nordamerika. Unter den in der Ukraine siedelnden Mennoniten bildeten sich um 1860 die Mennonitischen Brüdergemeinden.
In der zweiten Hälfte des 20. Jahrhunderts kamen viele der vormals in der ehemaligen Sowjetunion lebenden Russlandmennoniten zurück nach Deutschland. Heute haben mehr als die Hälfte der in Deutschland sesshaften Mennoniten eine russlandmennonitische Herkunft. Einen gewissen regionalen Schwerpunkt bilden der west- und südwestdeutsche Raum.

### Selbständige Evangelisch-Lutherische Kirche

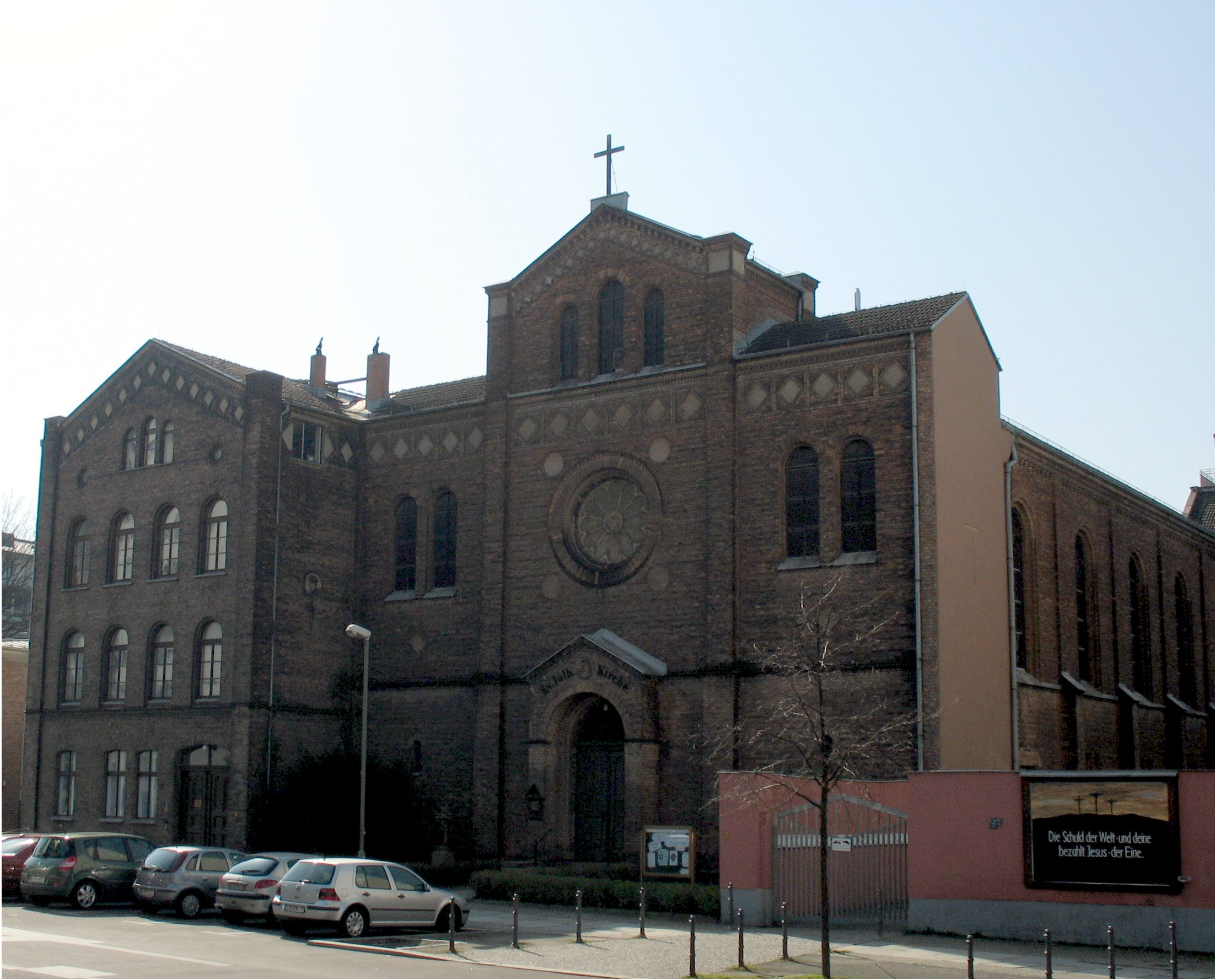
Evangelisch-Lutherische Kirche Berlin

Ein Vorgänger der Selbständigen Evangelisch-Lutherischen Kirche (SELK) ist die Evangelisch-lutherische (altlutherische) Kirche in Preußen, die 1830 aus Protest gegen die Einführung der evangelischen Union zwischen Lutheranern und Reformierten in Preußen durch eine gemeinsame Agende entstanden ist. 1972 schlossen sich unterschiedliche lutherische Kirchen altkonfessioneller Prägung zur SELK zusammen. Gemeinden finden sich in unterschiedlicher Größe in ganz Deutschland.

### Pfingstkirchen
Die Pfingstler sind in Deutschland größtenteils im Bund Freikirchlicher Pfingstgemeinden KdöR organisiert. Dieser zählt (Stand 2022) 872 Gemeinden mit 195.000 Zugehörigen. Die Struktur ist synodal-kongregational aufgebaut. Dieser Bund ist Mitglied in der Arbeitsgemeinschaft Christlicher Kirchen und in der Evangelischen Allianz. Erste Pfingstler gründeten 1906 Gemeinden in Deutschland. Der BFP ging 1982 aus der Arbeitsgemeinschaft der Christengemeinden in Deutschland (gegründet 1947) hervor. Seit 1988 sind auch die Volksmission entschiedener Christen und teilweise die Ecclesia-Gemeinden im BFP organisiert. Neben den deutschsprachigen Gemeinden besteht auch eine Vielzahl ausländischer Gemeinden in Deutschland.
Die weltweite Pfingstbewegung wird auf ca. 540 Mio. geschätzt und ist somit die zweitgrößte christliche Bewegung nach der Katholischen Kirche.
Des Weiteren ist noch die Gemeinde Gottes Deutschland KdöR zu nennen, als deutscher Zweig einer der größten Pfingstgemeinden weltweit, der Church of God (Cleveland). Die Church of God zählt in 178 Ländern etwa 7 Millionen Mitglieder, in Deutschland gibt es etwa 70 Gemeinden und ca. 3300 Mitglieder, in Österreich 27 Gemeinden und ca. 4000 Mitglieder. Die Gemeinde Gottes unterhält mehrere Missions- und Hilfswerke, unter anderem den Samariterdienst sowie das Europäische Theologische Seminar (ETS) in Freudenstadt-Kniebis.

### Siebenten-Tags-Adventisten

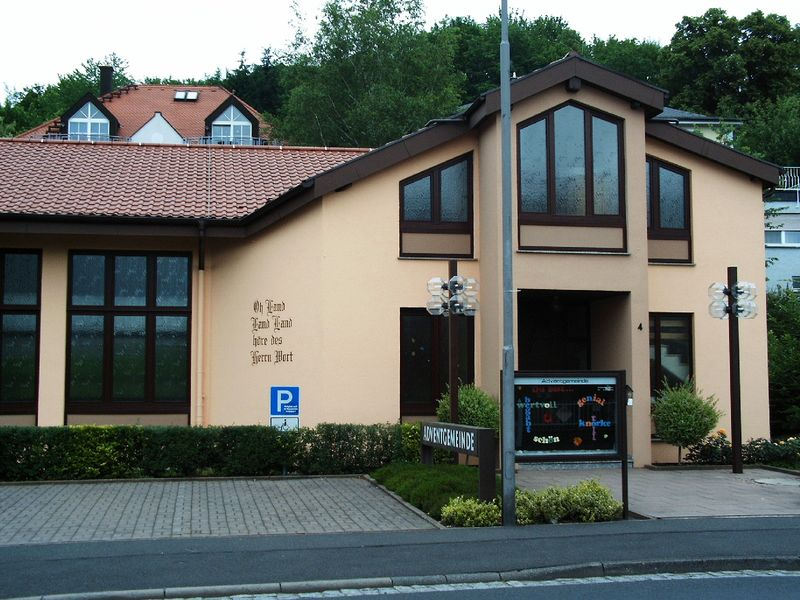
Adventgemeinde in Gelnhausen

Die Freikirche der Siebenten-Tags-Adventisten in Deutschland ist Gastmitglied in der Vereinigung Evangelischer Freikirchen und Arbeitsgemeinschaft Christlicher Kirchen in Deutschland. 2023 zählte sie rund 34.000 Mitglieder. 2007 zählte sie rund 36.000 Mitglieder in etwa 600 Adventgemeinden, einige auch mit fremdsprachigen Gottesdiensten (meistens südslawische oder ghanaische Gemeinden). In Möckern-Friedensau in Sachsen-Anhalt befindet sich die Theologische Hochschule Friedensau, die seit über hundert Jahren in adventistischem Besitz ist.
Die Siebenten-Tags-Adventisten gibt es in Deutschland seit 1875. Entstanden sind sie hauptsächlich durch den amerikanischen Missionar John Nevins Andrews und durch Jakob Erzberger. Erste Anhänger fanden sie unter den pietistischen Erweckten im Bergischen Land. Dort existierten mehrere sabbathaltende Gemeinschaften, wie Die Getaufte Christen-Gemeinde von Heinrich Lindermann. Seit 1886 wurden von Deutschland aus Missionare in die Mennonitenkolonien und zu pietistisch-schwäbischen Gemeinschaften im Kaukasus gesandt. Deshalb gibt es in Deutschland heute 8000 russlanddeutsche Adventisten.

### Kirche Jesu Christi der Heiligen der Letzten Tage

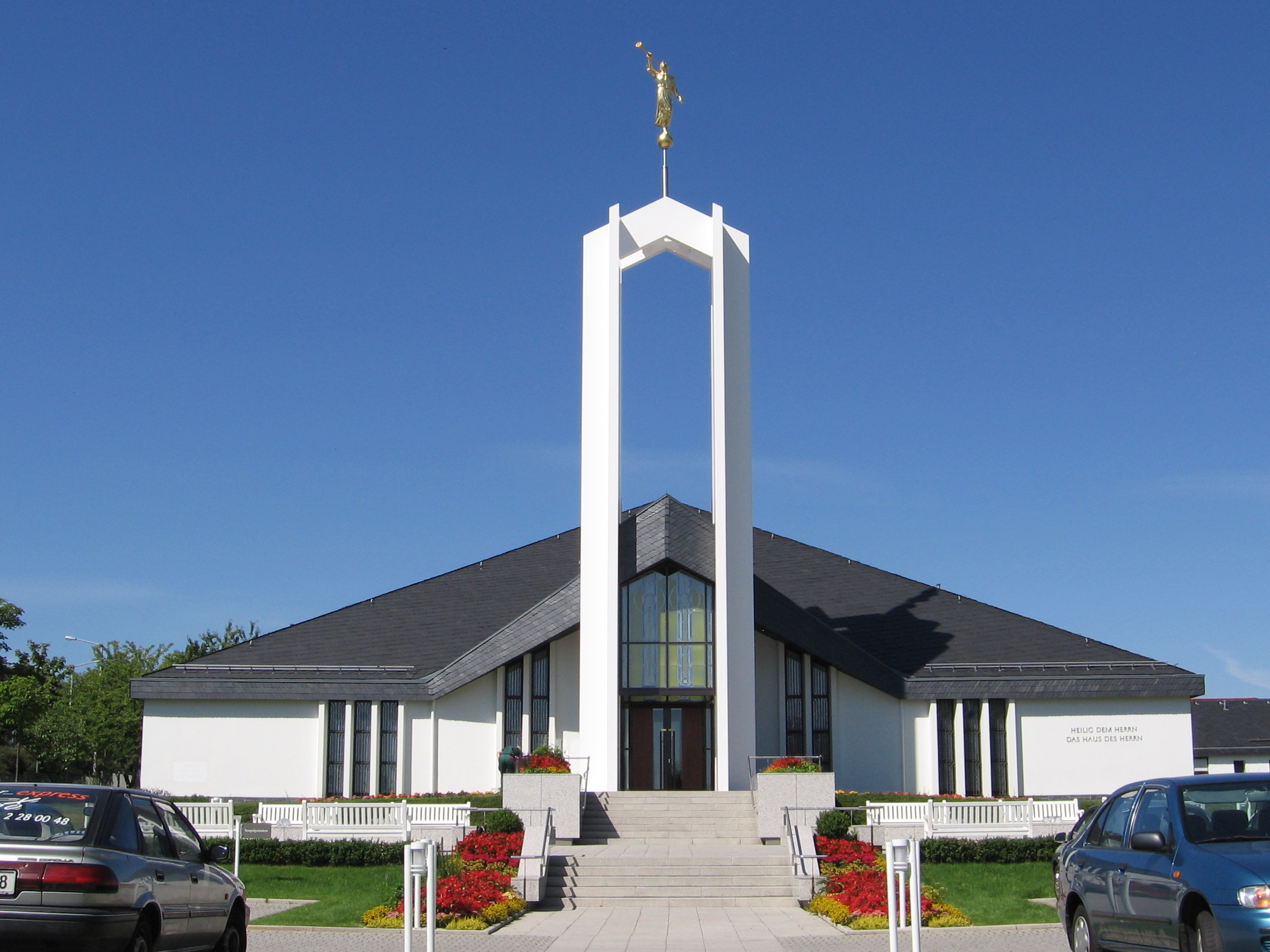
Freiberg-Tempel

Die Kirche Jesu Christi der Heiligen der Letzten Tage (Mormonen) ist in Hessen (seit 1953), Berlin (1954), Rheinland-Pfalz (2013), Sachsen (2014), Nordrhein-Westfalen (2015) und Hamburg (2016) als KdÖR anerkannt.
Diese Gemeinschaft hat in Deutschland rund 180 Gemeinden und zwei Tempel (Friedrichsdorf in Hessen und Freiberg in Sachsen).
1842 kam der erste mormonische Missionar in die deutschen Staaten. Die Deutschen, die damals zu dieser Religionsgemeinschaft konvertierten, wurden verfolgt und teilweise inhaftiert, weshalb der überwiegende Teil der Mormonen aus Deutschland nach Utah, wo viele Mormonen siedelten, auswanderte. Eine erste Gruppe gab es 1843 in Hessen-Darmstadt, die erste Gemeinde wurde 1852 in Hamburg gegründet, 1855 folgte eine in Dresden. Im Jahre 1929 wurde in Selbongen (heute Zełwągi, Polen) das erste Gemeindehaus auf deutschem Boden erbaut.
Heute hat diese Gemeinschaft rund 40.000 Anhänger in Deutschland.

### Altkatholische Kirche
Die Altkatholische Kirche in Deutschland hatte im Jahr 2016 etwa 15.900 Mitglieder. Mit Stand 2021 hatte die Altkatholische Kirche etwa 14.900 Mitglieder. Ihr Bischofssitz und das einzige altkatholische Theologieseminar befinden sich in Bonn. Sie entstand in Deutschland im Nachgang des 1. Vatikanischen Konzils im Widerstand gegen das Jurisdiktionsprimat und das Unfehlbarkeitsdogma der römisch-katholischen Kirche. Die Altkatholische Kirche in Deutschland gehört zur Utrechter Union, einem Zusammenschluss europäischer altkatholischer Kirchen.

### Unitarier
Bereits in der Reformationszeit wurden antitrinitarische Standpunkte zum Beispiel von Hans Denck oder später von Christoph Ostorodt vertreten. Zeitweise bestand an der Universität Altdorf ein Kreis von antitrinitarischen Gelehrten. Unitarische Gemeindestrukturen konnten sich jedoch aufgrund von Verfolgung nicht entwickeln. Erst mit der Etablierung der aus der freireligiösen Bewegung des 19. Jahrhunderts stammenden Religionsgemeinschaft freien Glaubens gibt es auch in Deutschland unitarische Gemeinden. Während sich einige davon nicht als christlich verstehen, halten andere unitarische Gruppen an dieser Positionierung fest.

## Islam

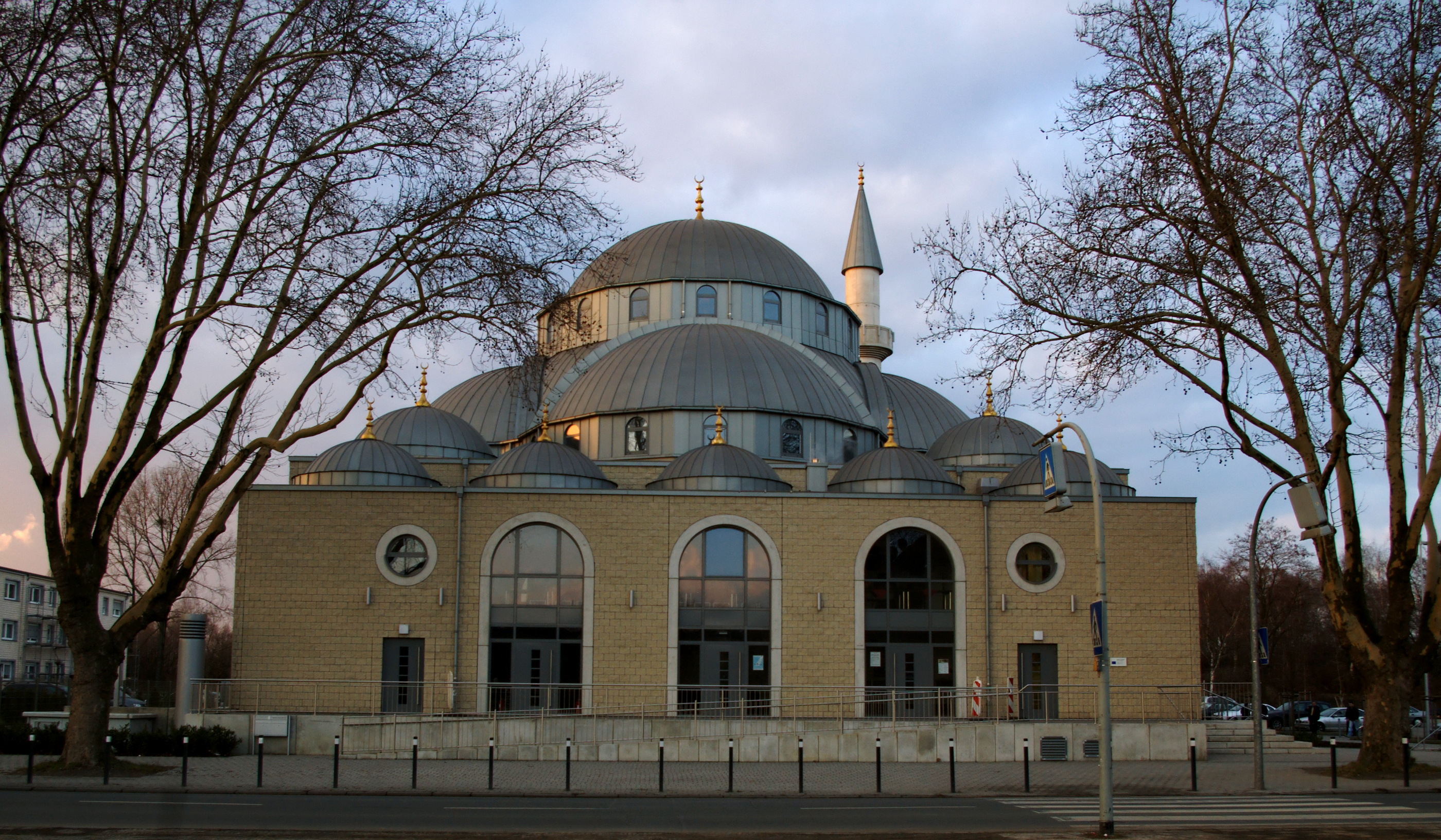
Die DITIB-Merkez-Moschee („Zentralmoschee“) in Duisburg ist eine der größten Moscheen in Deutschland.

Der Islam ist nach dem Christentum die Glaubensrichtung mit den zweitmeisten Anhängern. Die Zahl der Muslime in Deutschland ist in den vergangenen Jahren deutlich gestiegen.
Die Zahl der Muslime wurde für das Jahr 2019 zwischen 5,3 und 5,6 Mio. geschätzt, was 6,3 bis 6,7 % der Gesamtbevölkerung entspricht.
Nach Hochrechnungen der Studie „Wie viele Muslime leben in Deutschland“ lebten in 2015 zwischen 4,4 und 4,7 Millionen Muslime in Deutschland, etwa 5,5 % der Gesamtbevölkerung.
Konfessionell teilt sich die Gruppe der Muslime folgendermaßen auf: Die größte Glaubensgruppe unter den Muslimen in Deutschland bilden die Sunniten mit 74 %. Mit einem Anteil von 13 % bilden die Aleviten die zweitgrößte konfessionelle Gruppe, gefolgt von den Zwölfer-Schiiten mit etwa 7 %. Weiterhin gehören kleine Gruppen den Ahmadiyya, den Sufi, den Ibaditen und anderen, nicht präzisierten Glaubensrichtungen an.
Muslime mit türkischer Abstammung in Deutschland bildeten 2019 mit 2,5 Millionen Personen (45 % aller Muslime in Deutschland) die größte Herkunftsgruppe.
Im Hinblick auf die räumliche Herkunft handelte es sich bei den Muslimen in Deutschland im Jahr 2008 um eine sehr heterogene Bevölkerung: Etwa zwei Drittel (2,5 bis 2,7 Millionen) hatten türkische Wurzeln, zwischen 496.000 und 606.000 Personen stammen aus den südosteuropäischen Ländern Bosnien-Herzegowina, Bulgarien und Albanien. Im Mittel kommen, der MLD-Studie zufolge, 331.000 aus dem Nahen Osten und 280.000 aus Nordafrika. Die verbleibenden ausländischen Muslime stammen aus Ländern Süd- und Zentralasiens, des restlichen Afrikas oder aus den Nachfolgestaaten der Sowjetunion.
Die Türkisch-Islamische Union der Anstalt für Religion (DİTİB) erzielt den höchsten Vertretungsgrad unter den islamischen Organisationen Deutschlands. Während sie selbst angibt, über 70 % der in Deutschland lebenden Muslime zu vertreten, fühlten sich nach der MLD-Hochrechnung lediglich 16 % von ihr repräsentiert. Unter Muslimen mit türkischem Migrationshintergrund lag der Wert bei 23 %. Berücksichtigt man die eigentliche Zielgruppe, erreicht die Alevitische Gemeinde (AABF) einen vergleichsweise hohen Vertretungsgrad.
Die älteste noch heute bestehende deutsche Moschee, die Wilmersdorfer Moschee, wurde im Auftrag der Ahmadiyya-Glaubensgemeinschaft 1924 in Berlin errichtet. Die Fazle-Omar-Moschee in Hamburg-Stellingen ist die erste nach dem Zweiten Weltkrieg gebaute Moschee Deutschlands.

## Judentum

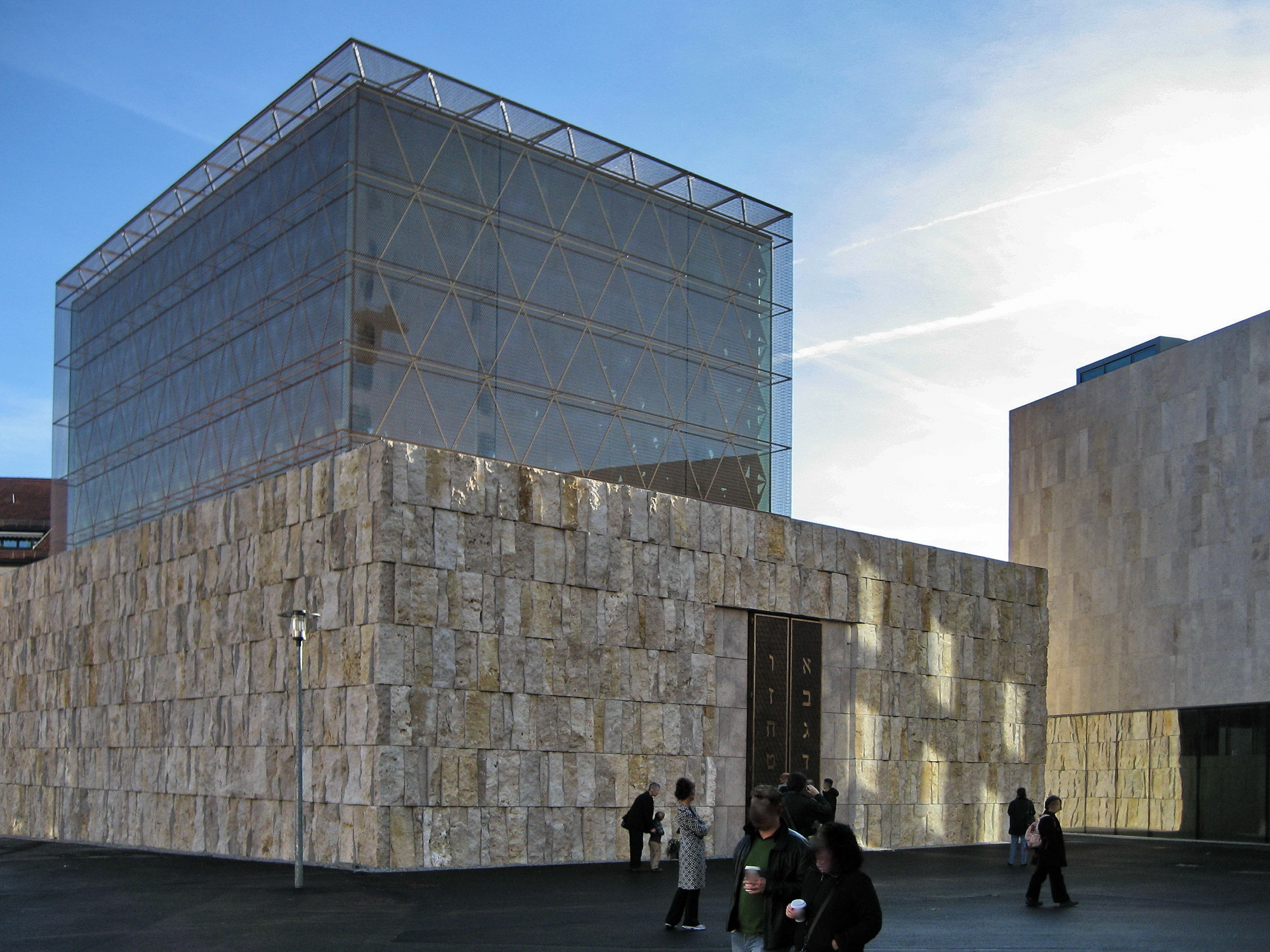
Ohel Jakob Synagoge, München

Die dem Zentralrat der Juden angeschlossenen Gemeinden und Landesverbände zählten im Jahre 2014 laut REMID 100.437 Mitglieder. Jedoch wird die Zahl der Juden, welche keiner jüdischen Gemeinde angeschlossen sind, auf ca. 100.000 geschätzt, so dass in Deutschland heute ca. 200.000 Juden, meistens osteuropäischer Herkunft, leben. Der deutsche Zensus 2011 geht lediglich von 83.430 Mitgliedern in jüdischen Gemeinden aus.
Die beiden größten jüdischen Institutionen sind der Zentralrat der Juden und die Union progressiver Juden.
Schon im 1. Jahrhundert n. Chr. gab es am linken Rheinufer erste Jüdische Gemeinden. Damit ist das Judentum die älteste heute noch bestehende Glaubensgemeinschaft in Deutschland. Sie waren die Vorfahren der Aschkenasim. In den ersten nachchristlichen Jahrhunderten kam es sehr selten zu Übergriffen auf die jüdische Bevölkerung. Unter Karl dem Großen waren sie gleichwertige Bürger. Diese friedliche Zeit endete jedoch mit den Kreuzzügen. Im Laufe des 13. Jahrhunderts nahmen Ausschreitungen gegen Juden, auch wegen der aufkommenden Pest, für die die Juden teilweise verantwortlich gemacht wurden, zu. Immer häufiger kam es zu Pogromen, sodass sich viele Juden entschlossen nach Polen auszuwandern. Gleichwohl wurden in den folgenden Jahrhunderten nicht alle Juden vertrieben, viele zogen auch von Osteuropa nach Deutschland zurück. Ende des 18. Jahrhunderts entstand die Aufklärungs- und Reformbewegung im deutschen Judentum (Haskala). Der wohl bekannteste Vertreter war Moses Mendelssohn. Diese Bewegung forderte die Judenemanzipation und die vollständige Assimilation in der Gesellschaft. Eine vollständige rechtliche Gleichstellung der Juden in Deutschland erfolgte allerdings erst 1871. Zwischen dieser Zeit und 1933 waren Juden in Deutschland relativ gut integriert. Seit 1933, vor allem ab 1938, wurden die Juden wieder verfolgt. Allein in der ersten Phase im Kontext der Novemberpogrome 1938 historisch verkürzt, ehemals Reichskristallnacht und später Reichspogromnacht genannt, wurden 1.400 jüdische Gemeinden geschlossen, ca. 400 Juden öffentlich ermordet und 30.000 Männer in ein KZ verschleppt. Die Gesamtzahl der ermordeten Juden Europas während des Holocausts beträgt etwa 6.000.000 Menschen.
Nach 1945 wurden in vielen Großstädten wieder erste Gemeinden gegründet. Viele Juden, die eigentlich über eine Auswanderung nachdachten, aber auch Rückkehrer aus dem Exil (ein Beispiel: Paul Spiegel), blieben dauerhaft in Deutschland. In vielen deutschen Städten wurden neue Synagogen erbaut. Seit der Wende 1989 kamen viele osteuropäische Juden (hauptsächlich aus der Ukraine, Russland, Moldawien und Usbekistan) als Kontingentflüchtlinge nach Deutschland und stärkten die jüdischen Gemeinden. Die größte Gemeinde ist zurzeit die Israelitische Kultusgemeinde München und Oberbayern und hat mehr als 10.000 Mitglieder.

## Buddhismus

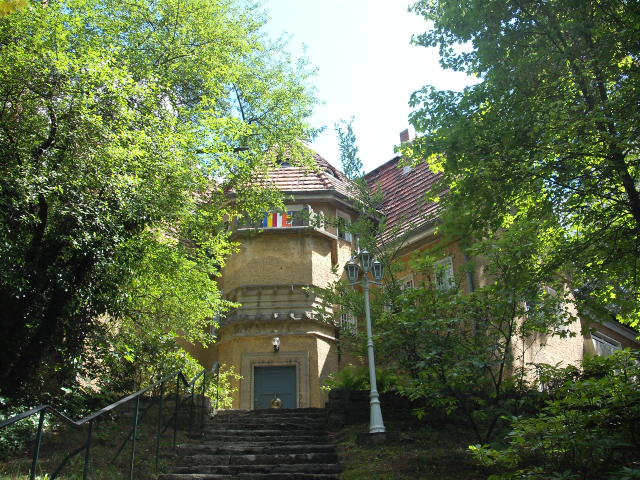
Das Buddhistische Haus in Berlin-Frohnau (2009)

Die Buddhisten zählen nach verschiedenen konfessionellen Christen und Muslimen zu der drittgrößten Glaubensgemeinschaft in Deutschland. Insgesamt geht man von ca. 270.000 Buddhisten in Deutschland aus. Die meisten der in Deutschland lebenden Buddhisten gehören zur Schule des Theravada, vor allem aus Sri Lanka; zum Vajrayana, (häufig auch als tibetischer Buddhismus bezeichnet); zum Nichiren-Buddhismus, überwiegend aus Japan und zum Zen-Buddhismus, ebenso vor allem aus Japan. Die meisten der verschiedenen Buddhistischen Schulen in Deutschland sind Mitglieder der Deutschen Buddhistischen Union e.V. (DBU). In Deutschland leben rund 59.000 Thailänder, die der Schulrichtung des Theravada folgen und mit insgesamt 48 thailändischen Tempeln (Wat) in Deutschland die größte buddhistische Gemeinde asiatischer Herkunft sind. (31. Dezember 2015)

## Wicca und Neopaganismus
Wicca und dem Wicca nahestehende Religionen machen in Deutschland etwa 0,25 % der Gesamtbevölkerung aus. Vor allem in Nord- und Westdeutschland gibt es besonders viele Anhänger des Neopaganismus; Hochrechnungen kommen auf circa 209.000 Wiccas, bzw. 178.000 traditionelle Wiccas in der gesamten Bundesrepublik (Stand 2020), der REMID geht von circa 90.000 Gläubigen anderer neopaganer Religionen, wie dem Schamanismus oder Asatru aus (Stand 2016).
Es gibt in Deutschland aktuell keine festen Bauwerke als Andachtsstätten für Wiccas oder andere Anhänger des Neopaganismus. Es wird davon ausgegangen, dass es circa 60 traditionelle Wicca-Coven gibt. Außerdem gibt es in Deutschland viele Ritualorte, die teilweise auch extra als solche markiert wurden und auch heute noch als solche genutzt werden, wie der Boitiner Steintanz.

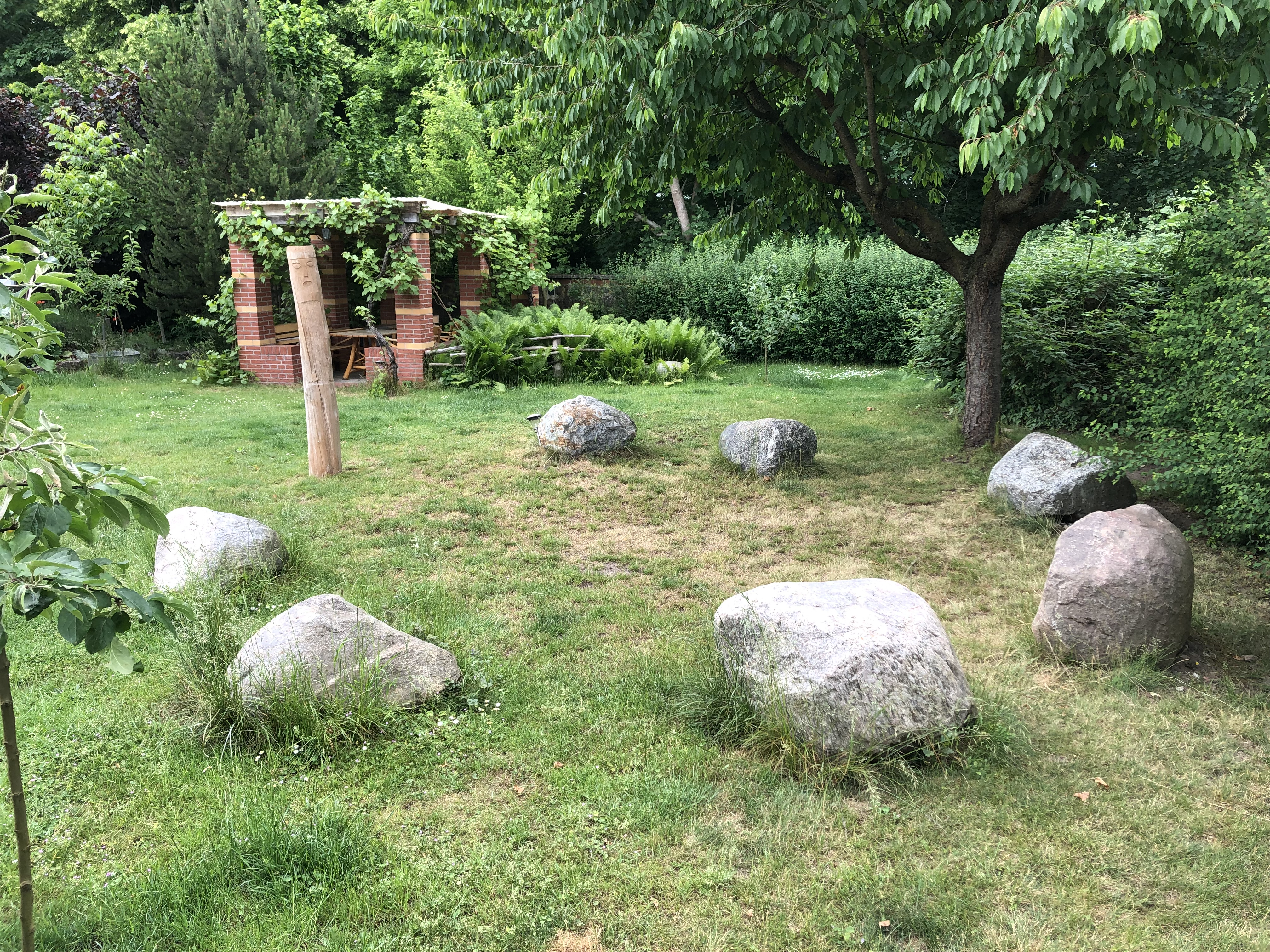
Seit 2022 von Mitgliedern des Eldaring e.V. genutzte Ritualstelle in Rüdersdorf bei Berlin

Ein neu errichteter Steinkreis wurde als moderner, rekonstruierter Nachbau auf einem Grundstück in Rüdersdorf bei Berlin durch Mitglieder des Eldaring e. V. erbaut und wird dort seit 2022 als neuheidnische Ritualstätte genutzt.

## Hinduismus

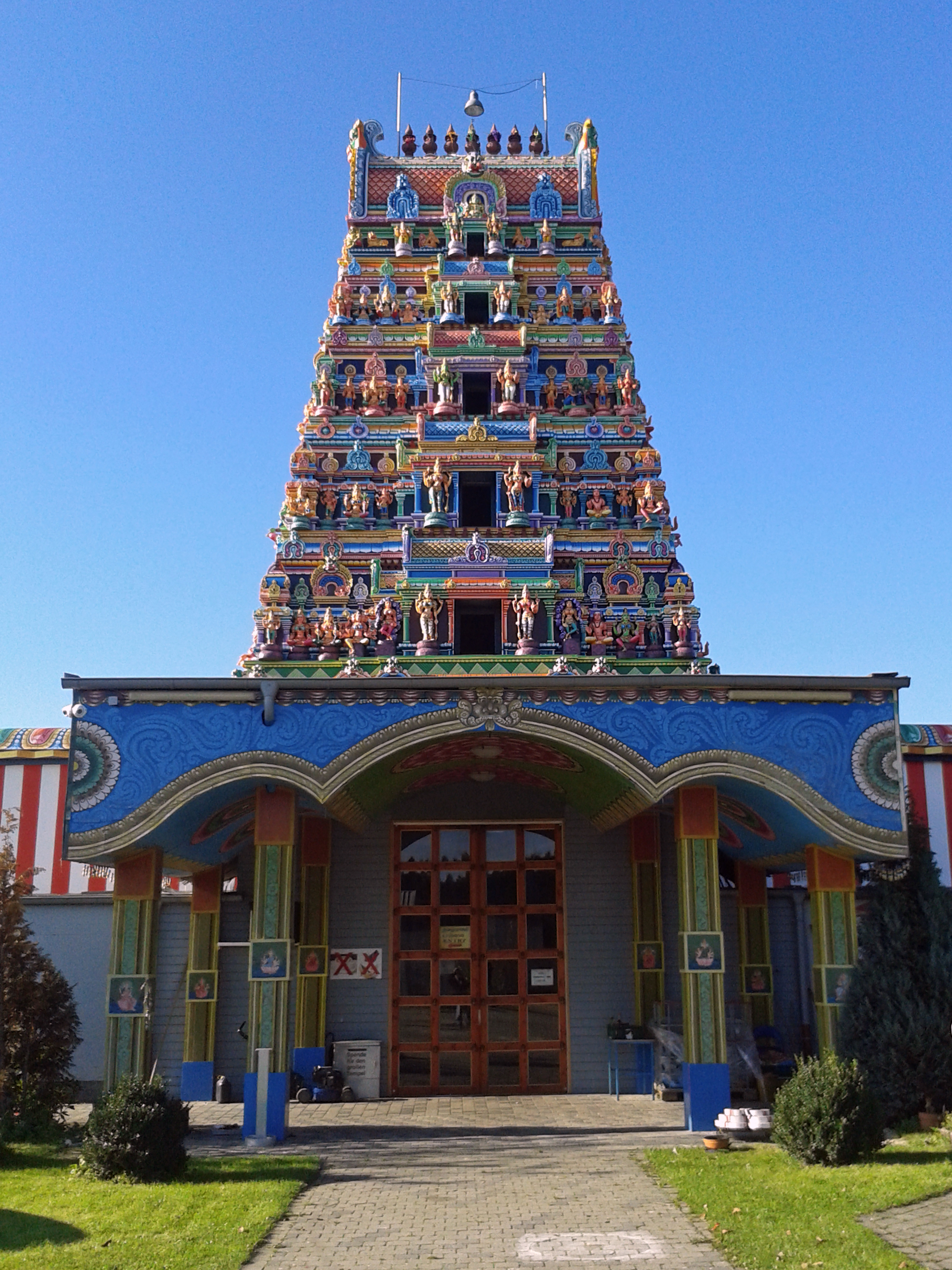
Sri-Kamadchi-Ampal-Tempel in Hamm

Es leben schätzungsweise 100.000 Hindus in Deutschland. Davon sind die meisten tamilische Hindus aus Sri Lanka, ca. 42.000 bis 45.000; aus Indien stammen ca. 35.000 bis 40.000; deutscher oder europäischer Herkunft sind ungefähr 7.500 und ca. 5.000 Hindus stammen ursprünglich aus Afghanistan. Außerdem gibt es in Deutschland Hindus, die Anhänger der sogenannten Neuen Religiösen Bewegungen bzw. Jugendreligionen sind, wie der Hare-Krishna-Bewegung oder der Transzendentaler Meditation. Diese verhältnismäßig jungen Glaubensgemeinschaften werden dem Neohinduismus zugeschrieben.

## Bahaitum

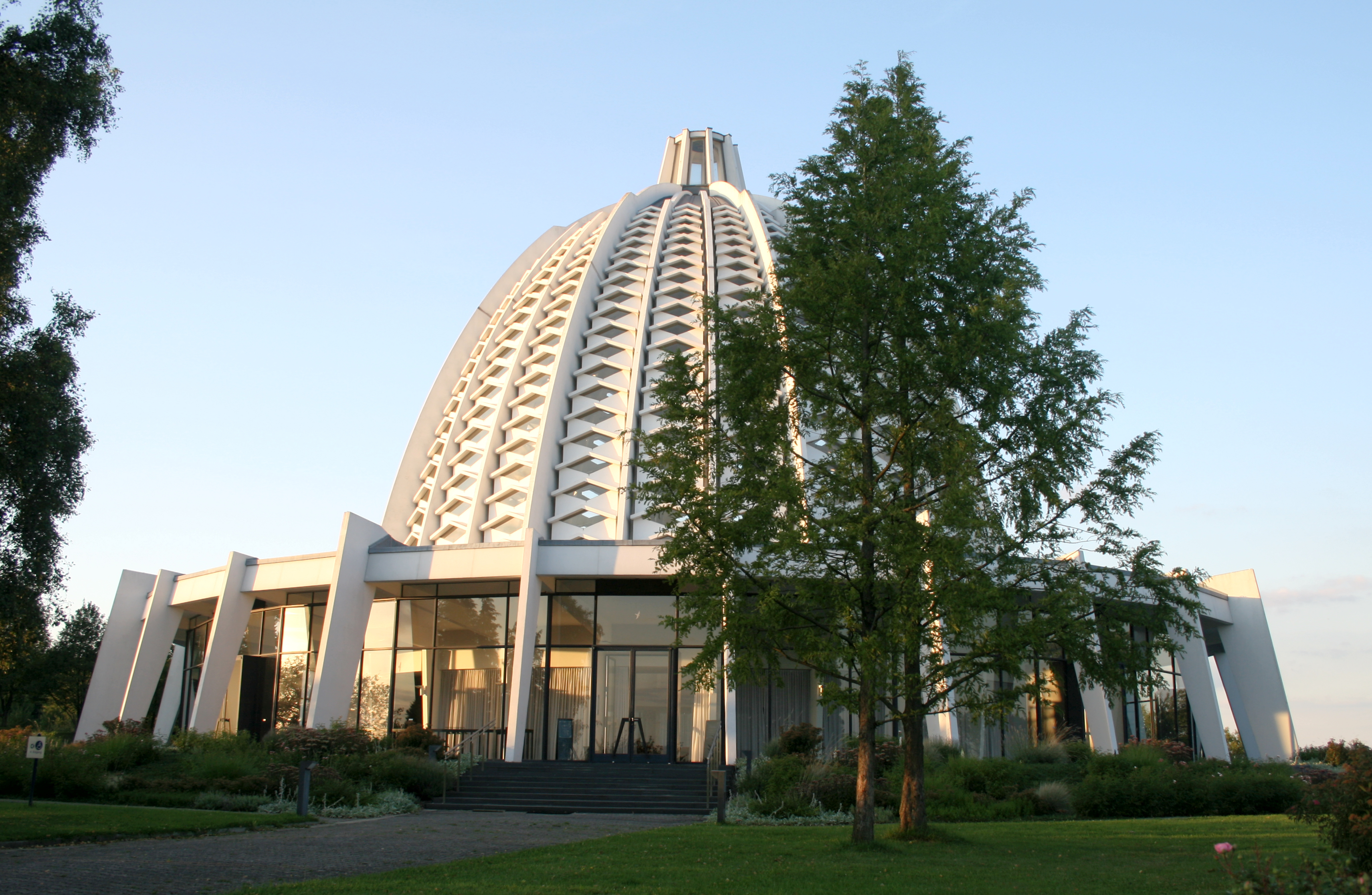
Bahai-Tempel im Stadtteil Langenhain in Hofheim am Taunus

Etwa 6000 Anhänger des Bahaitums sind seit 2013 in der Bahá’í-Gemeinde in Deutschland als Körperschaft des öffentlichen Rechts mit Sitz in Hofheim am Taunus organisiert. In Hofheim befindet sich auch das bisher einzige „Europäische Haus der Andacht“, das allen Menschen offensteht. Im Bahaitum ist kein Klerus vorgesehen, die Gemeinde praktiziert stattdessen demokratisch gewählte Strukturen auf lokaler, nationaler und weltweiter Ebene, wobei in Deutschland etwa 100 örtliche Geistige Räte und ein Nationaler Geistiger Rat bestehen.
In Deutschland entstand eine Bahai-Gruppe zuerst im Raum Stuttgart im Jahr 1905, während das erste nationale Vertretungsorgan für Deutschland und Österreich im Jahr 1922 gewählt wurde. In der Zeit des Nationalsozialismus war das Bahaitum verboten.

## Christliche interkonfessionelle Zusammenschlüsse
Viele der genannten Kirchen haben sich sowohl auf nationaler als auch auf regionaler Ebene unter Wahrung ihrer Autonomie zusammen gefunden. Zu den bedeutenden Zusammenschlüssen und Arbeitsgemeinschaften gehören:
- Arbeitsgemeinschaft Christlicher Kirchen (ökumenische Zusammenarbeit fast aller christlichen Kirchen)

Evangelische Freikirchen und Evangelikale:
- Deutsche Evangelische Allianz
- Vereinigung Evangelischer Freikirchen

Organisationen der Diakonie und der Entwicklungshilfe:
- Brot für die Welt
- Diakonisches Werk der evangelischen Kirchen in Deutschland

## Interreligiöser Dialog
Der interreligiöse Dialog wird einerseits von offiziellen Vertreten einiger Religionen geführt, aber auch von eigens geschaffenen Organisationen gepflegt. Beispielhaft seien hier genannt:
- der Deutsche Koordinierungsrat der Gesellschaften für Christlich-Jüdische Zusammenarbeit
- der Koordinierungsrat des christlich-islamischen Dialogs
- die Christlich-Islamische Gesellschaft
- die World Conference of Religions for Peace
- der Runde Tisch der Religionen in Deutschland